# Viarmes
Viarmes est une commune française située dans le département du Val-d'Oise, en région Île-de-France.
Ses habitants sont appelés les Viarmois.

## Géographie

### Localisation
Viarmes se situe dans le nord du Val-d'Oise et du pays de France, près de la limite avec l'Oise et près de la rive gauche de l'Oise, sur le versant oriental de la butte-témoin de la forêt de Carnelle, et dans la vallée de l'Ysieux. Paris est éloigné de 30 km par vol d'oiseau, soit une distance routière de 33 km par la RD 909 et la RD 301 (partiellement voie express). L'aéroport Roissy-Charles-de-Gaulle est distant de 26 km par la RD 922, la RD 316 et la Francilienne. L'agglomération de Persan / Beaumont-sur-Oise, à l'ouest, est très proche.

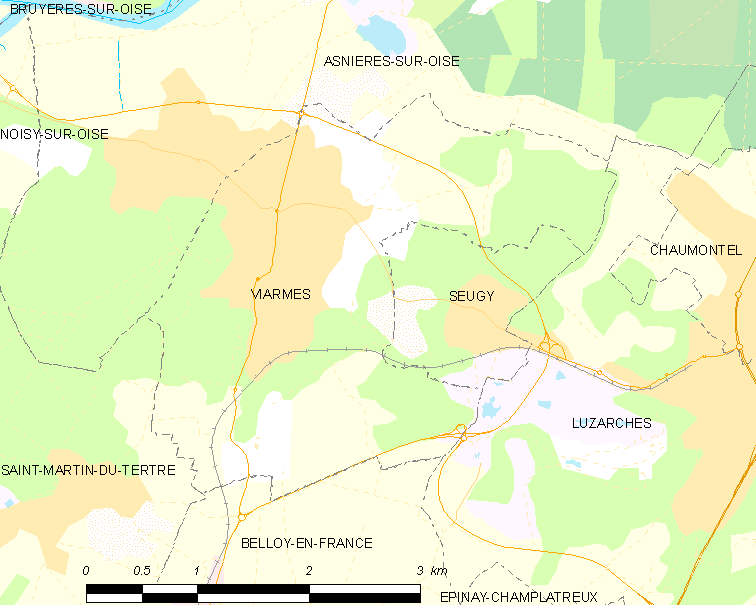
Carte de la commune.
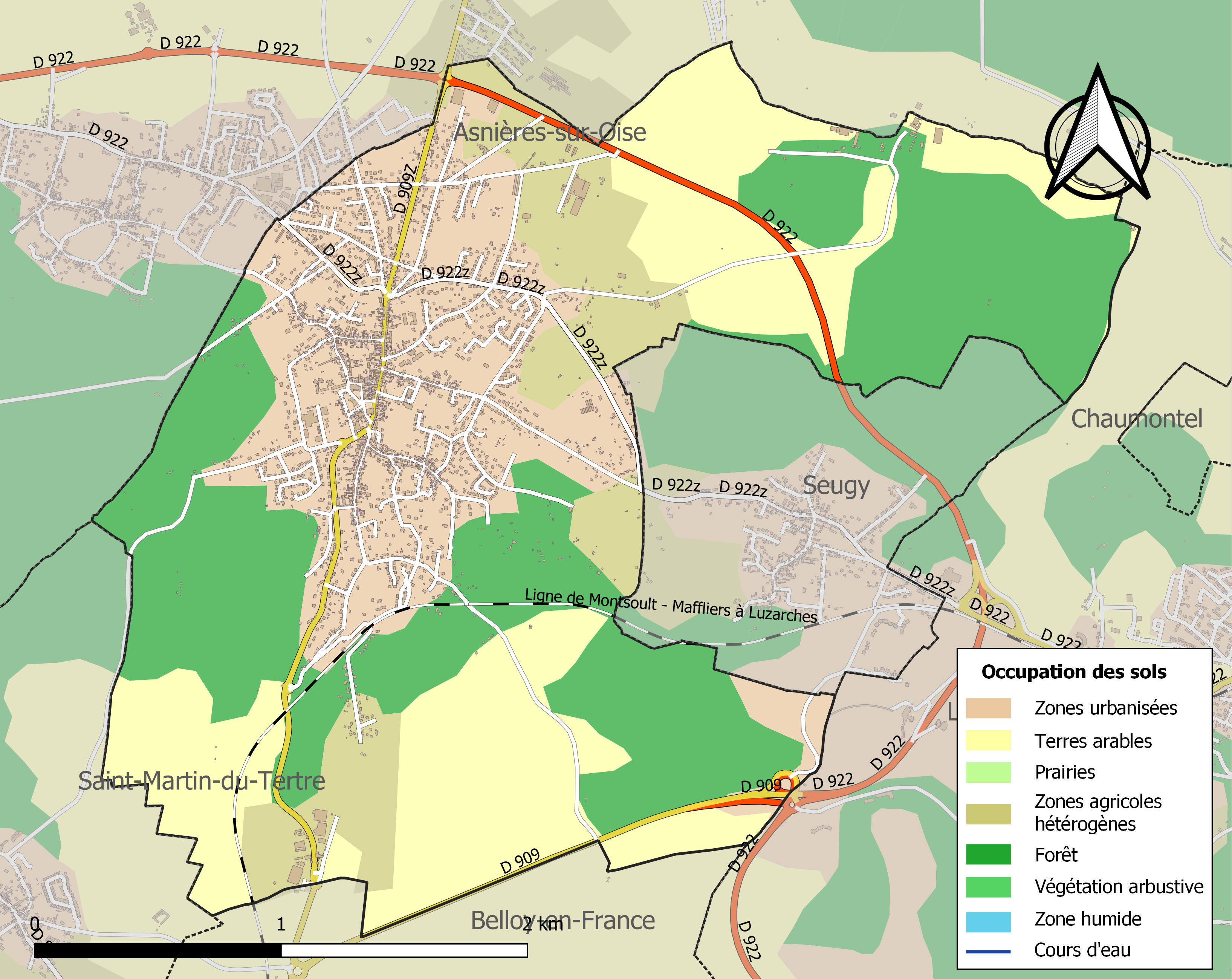
Occupation des sols.

### Communes limitrophes
La commune est limitrophe de Asnières-sur-Oise, Belloy-en-France, Luzarches, Seugy et Saint-Martin-du-Tertre. Asnières-sur-Oise est établi en continuité urbaine avec Viarmes, sans que la limite entre les deux agglomérations soit perceptible. La commune la plus proche du département de l'Oise est Lamorlaye, mais 1,5 km séparent ces deux communes à l'endroit où elles se rapprochent le plus. Comme particularité, Viarmes entoure Seugy de trois côtés, et côtoie ainsi Luzarches au nord et au sud de Seugy.
| Asnières-sur-Oise                           | Asnières-sur-Oise | Luzarches |
| Asnières-sur-Oise et Saint-Martin-du-Tertre | Viarmes           | Seugy     |
| Saint-Martin-du-Tertre                      | Belloy-en-France  | Luzarches |

### Topographie

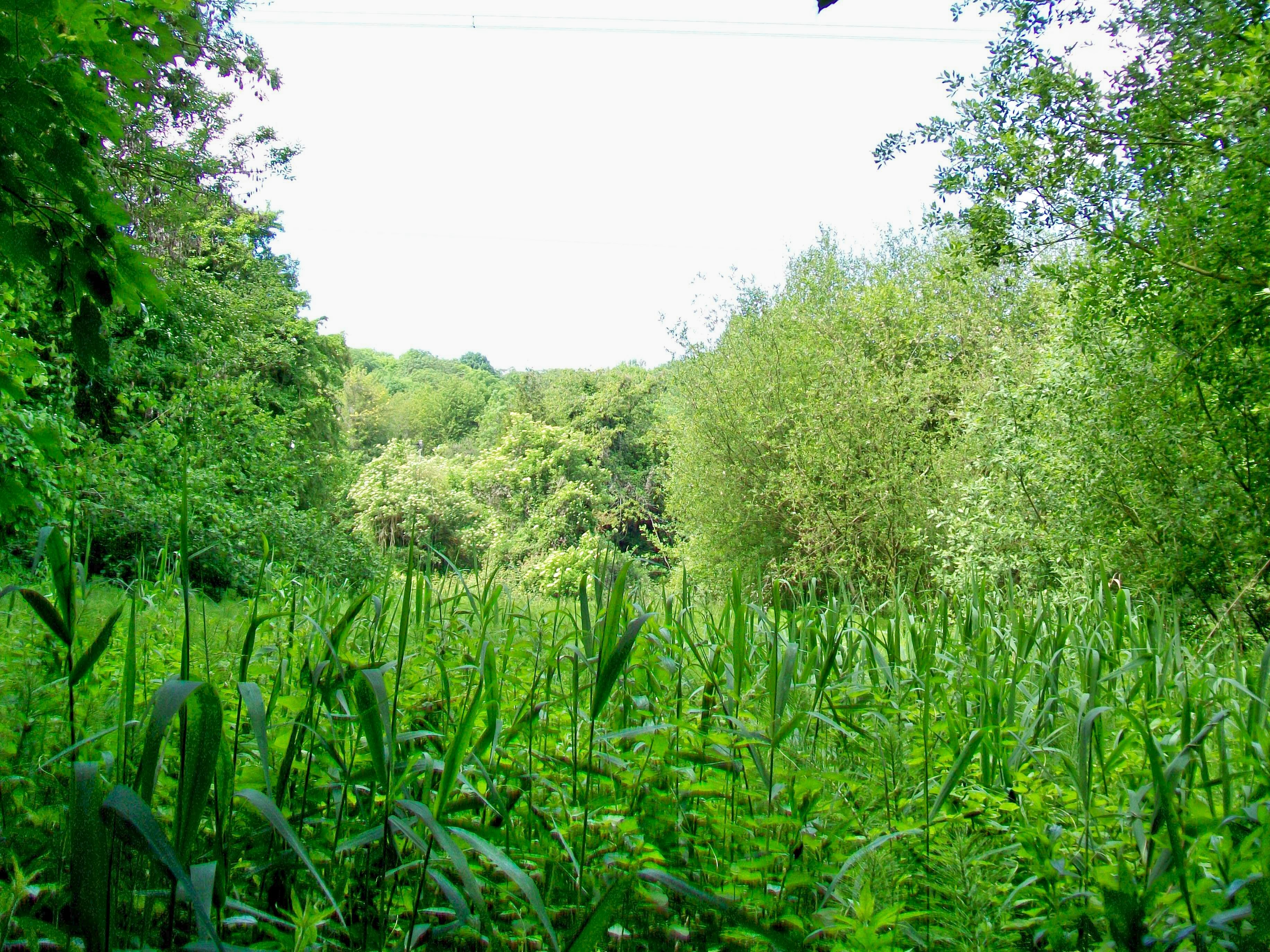
Zone humide près de la fontaine aux Moines.

Viarmes est entouré par des bois et forêts à l'ouest, au sud et à l'est : la forêt domaniale de Carnelle notamment avec ses bois annexes à l'ouest ; les bois de Touteville (nom d'un fief à Asnières-sur-Oise), de Chaville, Charbonnier et de Paroy au sud ; les bois de Seugy et de Beauvilliers à l'est. À noter toutefois qu'aucune parcelle de la forêt de Carnelle n'est située sur le territoire communal de Viarmes. Le bourg, orienté en longueur dans un sens nord-sud, prend appui sur le versant oriental du massif de Carnelle à l'ouest, et sur le versant septentrional du plateau de la plaine de France au sud. Alors que le bourg est situé à une altitude entre 80 m et 50 m diminuant du sud vers le nord, la forêt de Carnelle culmine à 210 m, et la plaine de France dépasse les 140 m près de Viarmes. Le point le plus élevé de la commune atteint 147 m et est localisé sur le plateau de la plaine de France. Le relief est tel que les coteaux sont par endroits très raides et évoquent la moyenne montagne.
L'extension urbaine avec les zones pavillonnaires s'est donc essentiellement fait vers le nord et l'est, en plaine. Le point le plus bas de Viarmes se situe à l'endroit où l'Ysieux quitte le territoire communal en direction de l'abbaye de Royaumont, à 28 m au-dessus du niveau de la mer. Viarmes se rapproche d'un kilomètre de l'Oise sans l'atteindre, l'Ysieux étant l'unique cours d'eau notable sur la commune, passant à 750 m au nord des dernières maisons. Il y a cependant un petit ruisseau qui prend naissance à l'est du bourg de Viarmes, le Rû de Fréval. Avec la configuration particulière du relief, la multitude de sources qui jaillissent au village ne surprend pas. Ils ne tarissent pas même en période de sècheresse, et alimentent de nombreuses fontaines publiques, dont l'eau n'est aujourd'hui plus potable. Près de la fontaine aux Moines, l'on trouve une zone humide favorisée par la composition du sol, comprenant du gypse et du calcaire. - Viarmes est membre à part entière du parc naturel régional Oise-Pays de France créé par décret du 13 janvier 2004.

### Climat
Pour des articles plus généraux, voir Climat de l'Île-de-France et Climat du Val-d'Oise.
En 2010, le climat de la commune est de type climat océanique dégradé des plaines du Centre et du Nord, selon une étude du CNRS s'appuyant sur une série de données couvrant la période 1971-2000. En 2020, Météo-France publie une typologie des climats de la France métropolitaine dans laquelle la commune est dans une zone de transition entre le climat océanique et le climat océanique altéré et est dans la région climatique  Sud-ouest du bassin Parisien, caractérisée par une faible pluviométrie, notamment au printemps (120 à 150 mm) et un hiver froid (3,5 °C). 
Pour la période 1971-2000, la température annuelle moyenne est de 11,1 °C, avec une amplitude thermique annuelle de 14,6 °C. Le cumul annuel moyen de précipitations est de 679 mm, avec 9,9 jours de précipitations en janvier et 8 jours en juillet. Pour la période 1991-2020, la température moyenne annuelle observée sur la station météorologique la plus proche, située sur la commune de Saint-Witz à 15 km à vol d'oiseau, est de 11,9 °C et le cumul annuel moyen de précipitations est de 676,8 mm,. Pour l'avenir, les paramètres climatiques de la commune estimés pour 2050 selon différents scénarios d'émission de gaz à effet de serre sont consultables sur un site dédié publié par Météo-France en novembre 2022.

## Urbanisme

### Typologie
Au 1er janvier 2024, Viarmes est catégorisée ceinture urbaine, selon la nouvelle grille communale de densité à sept niveaux définie par l'Insee en 2022.
Elle appartient à l'unité urbaine de Viarmes, une agglomération intra-départementale regroupant cinq  communes, dont elle est ville-centre,,. Par ailleurs la commune fait partie de l'aire d'attraction de Paris, dont elle est une commune de la couronne,. Cette aire regroupe 1 929 communes,.

### Voies de communication et transports
Viarmes est desservie par deux routes : la RD 909z dans un sens nord-sud, et la RD 922z dans un sens est-ouest. La première vient de Chantilly et Gouvieux, dans l'Oise, et se dirige vers le lieu-dit la Croix Verte à côté de Montsoult, où elle se raccorde à la RD 301 ainsi qu'à la Francilienne. Quant à la RD 922z, elle vient de l'ancienne RN 17, actuelle RD 317 (raccordement avec l'autoroute A1 à Saint-Witz), de Fosses et Luzarches et se dirige vers Asnières-sur-Oise et Beaumont-sur-Oise. La RD 922z dispose d'un nouveau tracé appelé RD 922, qui contourne l'agglomération par le nord et par l'est. Au sud de Viarmes, un raccordement avec la RD 909z est établi, appelé RD 909. La combinaison des deux nouveaux tracés permet un contournement de Viarmes pour les flux entre Beaumont et Montsoult, représentant toutefois un détour de 2,5 km car cet itinéraire passe à l'est de Seugy.
Sur le plan des transports ferroviaires, Viarmes est desservie par la gare de Viarmes, située à 1,1 km au sud du centre-ville à l'écart de l'agglomération, sur la ligne H du Transilien, branche Paris-Nord — Luzarches. La gare est desservie à raison d'un train omnibus par heure en heures creuses et par un train semi-direct à la demi-heure (sans arrêt entre Sarcelles - Saint-Brice et Épinay - Villetaneuse vers Paris et sans arrêt entre Paris et Sarcelles vers Luzarches) en heure de pointe. Il faut 40 min environ de trajet à partir de la gare du Nord.
Cette offre est complétée par des lignes d'autocars du réseau d'Île-de-France Mobilités. La ligne Express 100 Persan Roissypôle - Persan SNCF s'arrête au carrefour Charles-de-Gaulle, au nord du bourg, à l'arrêt nommé « Fréchot ». Elle permet également de rejoindre les communes voisines d'Asnières-sur-Oise, Seugy et Luzarches. La ligne 14 du réseau de bus Haut Val-d'Oise assure la correspondance entre Asnières-sur-Oise, Noisy-sur-Oise, le hameau de Baillon, l'abbaye de Royaumont et la gare de Viarmes pendant les heures de pointe. Une troisième ligne est destinée à la desserte locale entre Montsoult SNCF et Persan SNCF. C'est la ligne 2 du même réseau qui permet notamment d'atteindre les communes voisines de Noisy-sur-Oise, Saint-Martin-du-Tertre, Belloy-en-France, Villaines-sous-Bois et Villiers-le-Sec.
Le sentier de grande randonnée GR1 traverse le territoire de la commune entre Asnières-sur-Oise et Seugy d'une part et fait une incursion  au sud-est entre Seugy et Luzarches d'autre part.

## Toponymie
Wirmes en 1225.
On peut songer à une déformation du mot latin vertima (sommet, butte).

## Histoire
Une fouille préventive effectuée en 2013 sur la place de la mairie a révélé une occupation gauloise, une autre mérovingienne et le château du XIIe siècle. Ce château, et le fief, est racheté à la jonction des XIIIe siècle/XIVe siècle par Pierre de Chambly.
À la fin du XIe siècle, la paroisse est donnée par Renaud de Clermond au prieuré de Saint-Martin-des-Champs de Paris. Seigneurie des La Fontaine en 1525, le village devient la propriété de Jean-Baptiste Élie Camus de Pontcarré, prévôt des marchands de Paris, en 1758 qui fit reconstruire le château la même année et qui fit percer en 1763 la rue de Paris à Viarmes.
La ligne de chemin de fer Montsoult-Luzarches est inaugurée en 1880, avec une gare dans la commune.
Au début de la Première Guerre mondiale, après la bataille de Senlis, des éclaireurs ulhans allemands sont signalés à Viarmes.

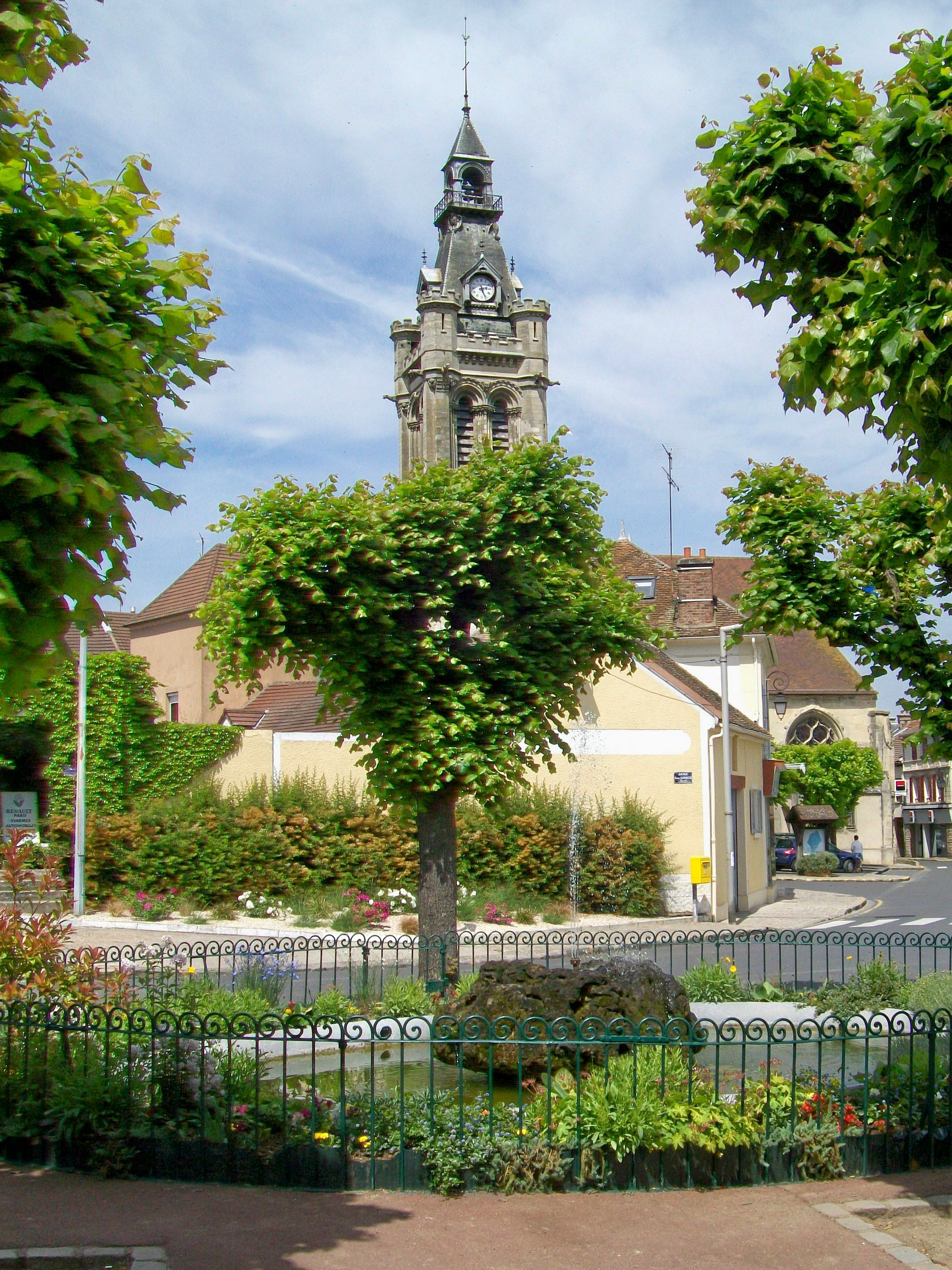
Le square Halbout, rond-point sur l'avenue Georges-Clemenceau, avec le clocher de l'église en arrière-plan.
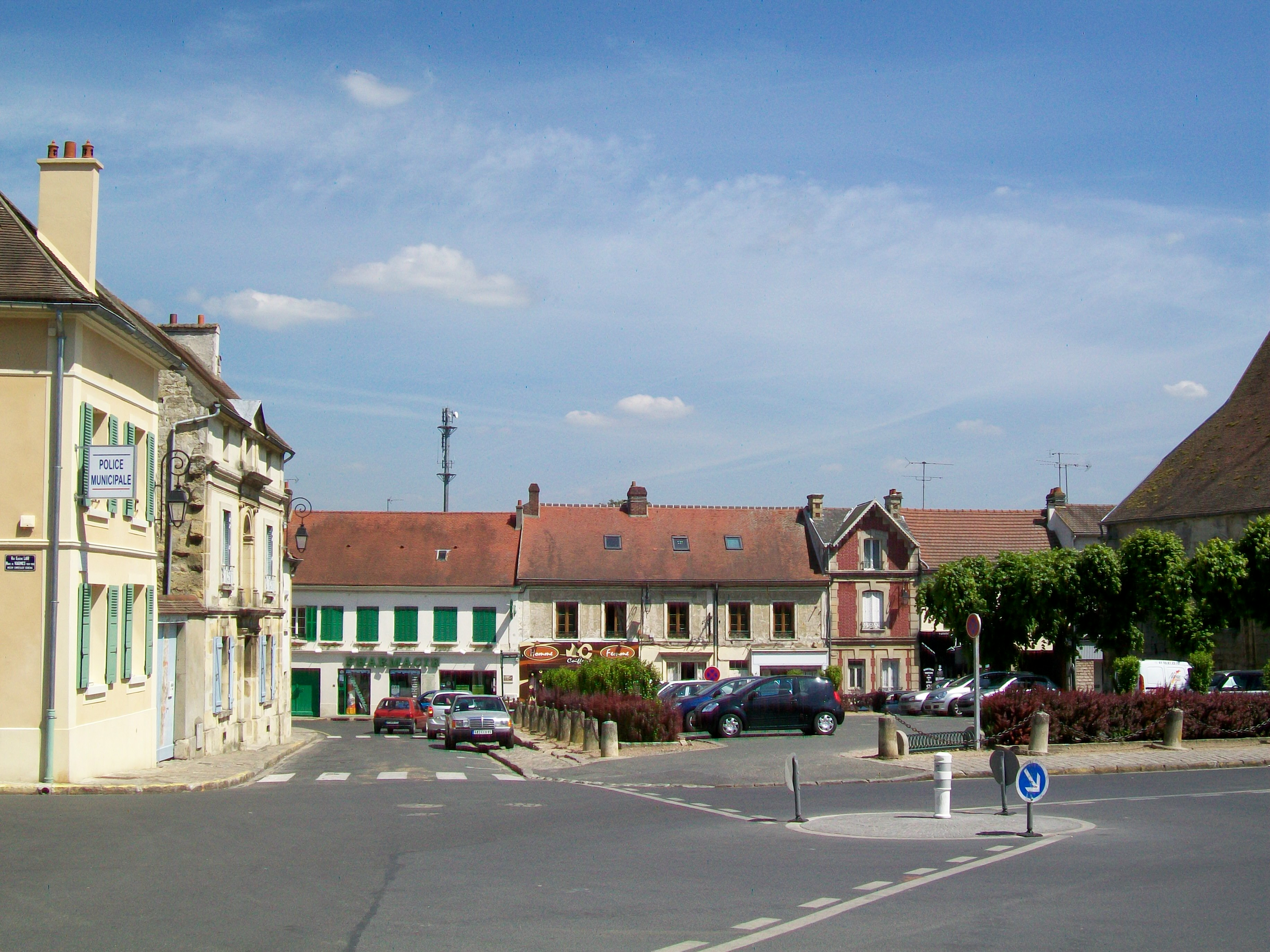
La place Pierre-Salvi (selon l'ancien sénateur et maire de Viarmes), près du château et au nord de l'église. C'est ici que se tiennent les marchés hebdomadaires.
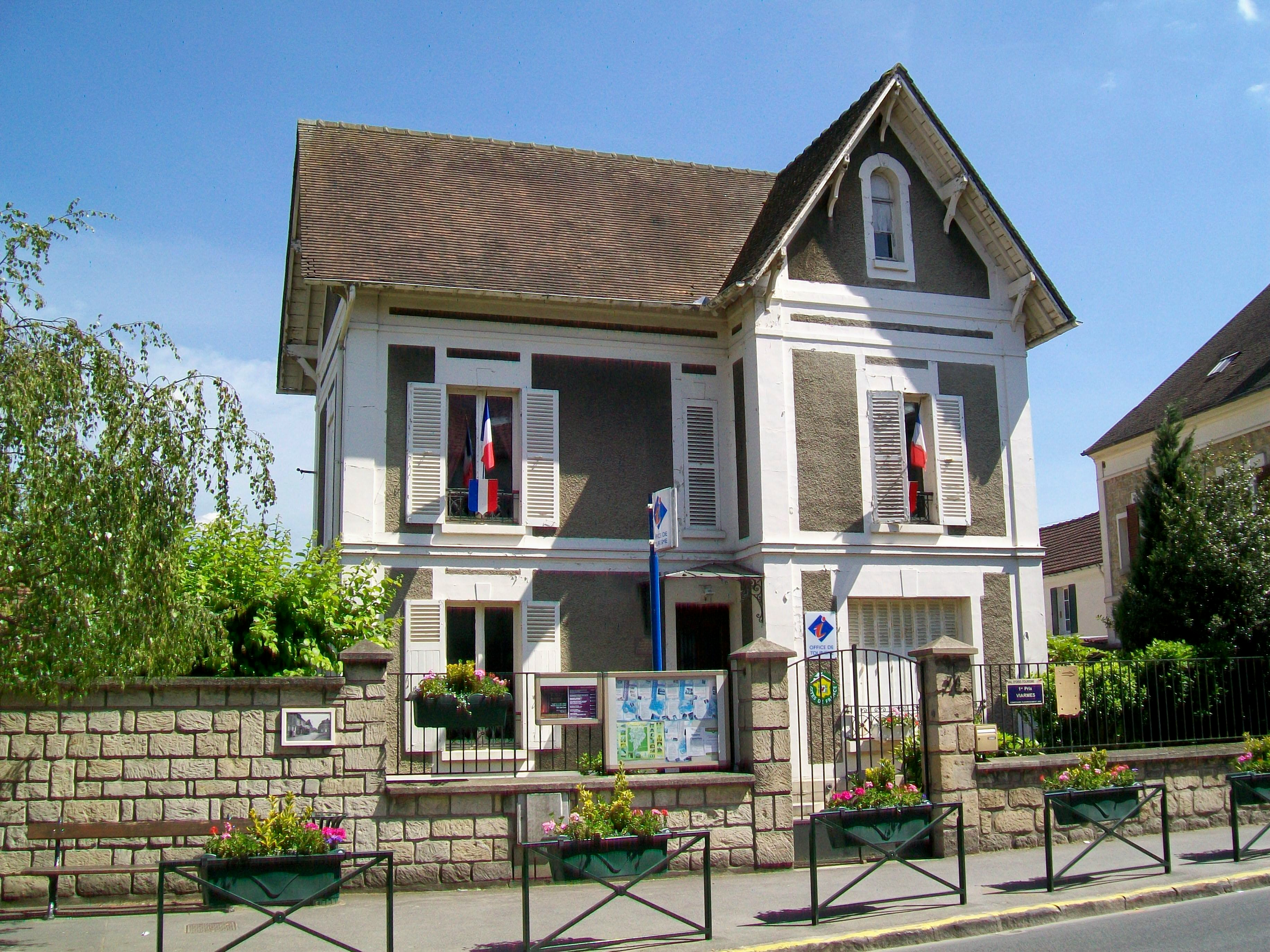
L'Office du Tourisme, rue de Paris, au nord du bourg.
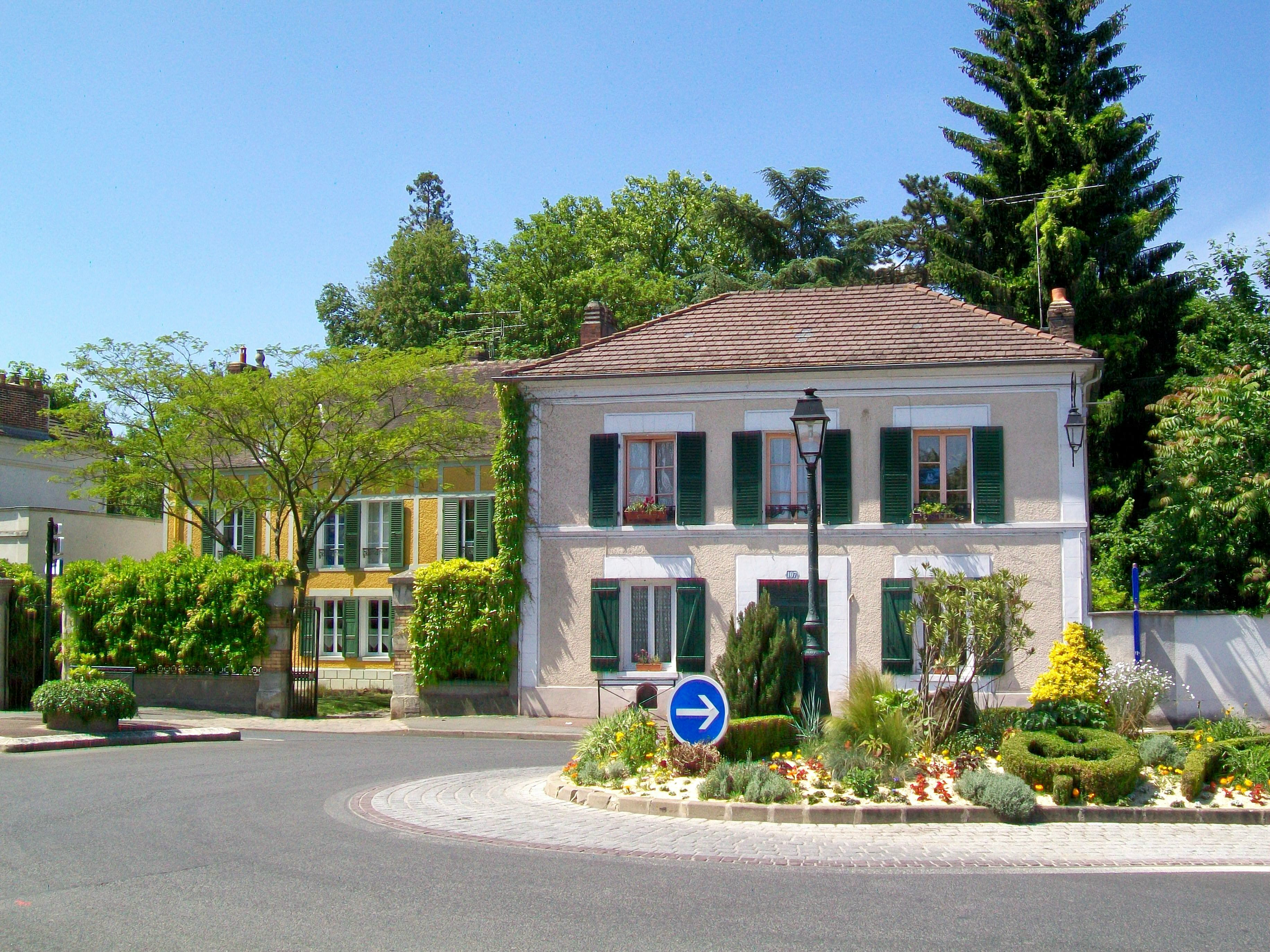
Le carrefour Charles-de-Gaulle au nord de la ville, où aboutissent six rues. Les lignes de bus s'arrêtent également ici.
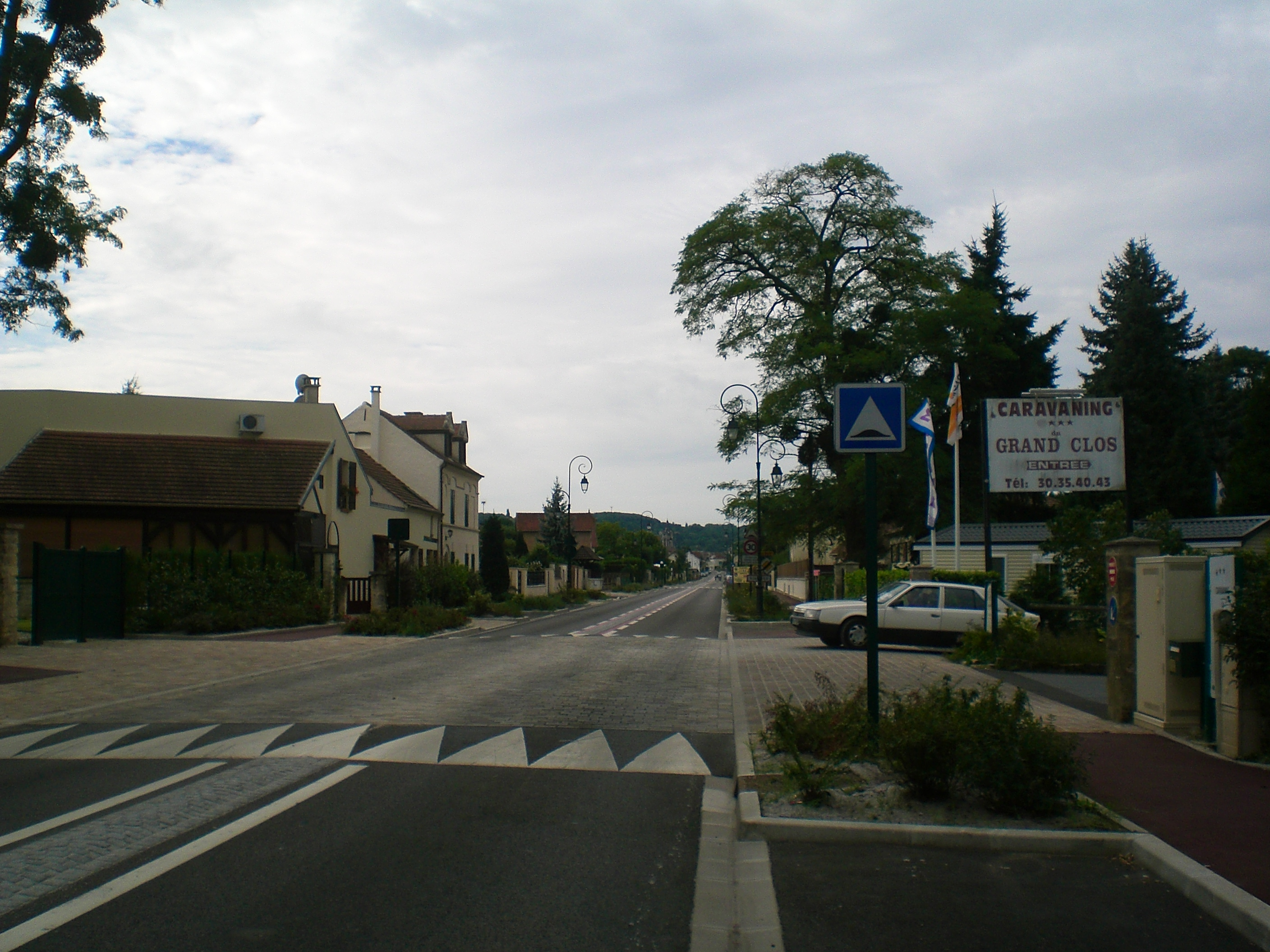
L'entrée nord de Viarmes, avenue de Royaumont (D 909z) en provenance de la D 922.

## Politique et administration

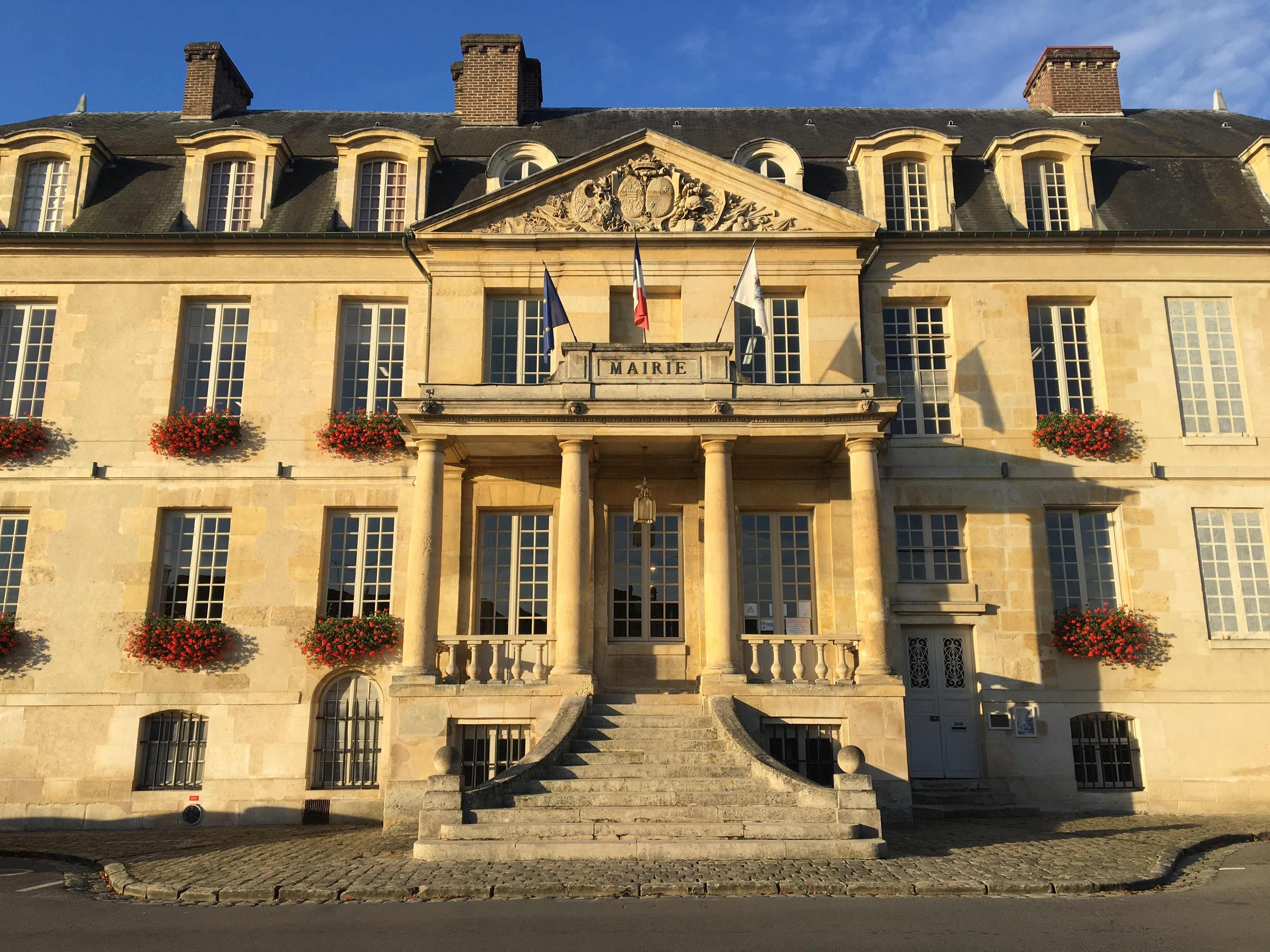
Château de Viarmes.

### Rattachements administratifs et électoraux
Rattachements administratifs
Antérieurement à la loi du 10 juillet 1964, la commune faisait partie du département de Seine-et-Oise. La réorganisation de la région parisienne en 1964 fit que la commune appartient désormais au département du Val-d'Oise et à son arrondissement de Sarcelles après un transfert administratif effectif au 1er janvier 1968.
Elle faisait partie depuis 1793 à 1967 du canton de Luzarches de Seine-et-Oise. Lors de la mise en place du Val-d'Oise, elle devient en 1967 le chef-lieu du canton de Viarmes . Dans le cadre du redécoupage cantonal de 2014 en France, cette circonscription administrative territoriale a disparu, et le canton n'est plus qu'une circonscription électorale.
Viarmes fait partie de la juridiction d’instance de Gonesse (depuis la suppression du tribunal d'instance d'Écouen en février 2008), et de grande instance ainsi que de commerce de Pontoise,.
Rattachements électoraux
Pour les élections départementales, la commune fait partie depuis 2014 du canton de Fosses.
Pour l'élection des députés, elle fait partie de la deuxième circonscription du Val-d'Oise.

### Intercommunalité
Viarmes est membre de la communauté de communes Carnelle Pays de France, un établissement public de coopération intercommunale (EPCI) à fiscalité propre initialement créé en 2003 et auquel la commune a transféré un certain nombre de ses compétences, dans les conditions déterminées par le code général des collectivités territoriales.

### Tendances politiques
Au premier tour des élections municipales de 2014 dans le Val-d'Oise, la liste UMP menée par le maire sortant William Rouyer remporte la majorité absolue des suffrages exprimés, avec 1 247 voix (56,12 %, 23 conseillers municipaux élus dont 6 communautaires), devançant largement celle SE  menée par Pierre Fulchir, qui a obtenu 975 voix (43,87 %, 6 consillers municipaux élus dont 1 communautaire). Lors de ce scrutin, 37,47 % des électeurs se sont abstenus.
Au second tour des élections municipales de 2020 dans le Val-d'Oise, la liste DVD menée par Olivier Dupont remporte la majorité absolue des suffrages exprimés, avec 1 152 voix (73,37 %, 26 conseillers municipaux élus, dont 5 communautaires), devançant très largement celle menée par Mme Laurence Bernhardt (DVC, 418 voix, 26,62 %, 3 conseillers municipaux élus dont 1 communautaire). Lors de ce scrutin marque par la crise de la  pandémie de Covid-19 en France, 58,52 % des électeurs se sont abstenus.
.

### Liste des maires
| Période                                  | Période      | Identité        | Étiquette       | Qualité |
| ---------------------------------------- | ------------ | --------------- | --------------- | --- |
| Les données manquantes sont à compléter. |              |                 |                 | |
| 1931                                     | 1935         | René Thibault   |                 | |
| 1935                                     | 1937         | Lucien Savot    |                 | |
| 1937                                     | 1944         | Eugène Lair     |                 | |
| 1944                                     | 1945         | -               |                 | Comité de libération |
| 1945                                     | 1958         | Eugène Lair     |                 | |
| 1958                                     | janvier 1989 | Pierre Salvi    | CD puis UDF-CDS | Ingénieur en génie électrique Sénateur du Val-d'Oise (1977 → 1989) Conseiller général de Viarmes (1967 → 1989) Président du conseil général du Val-d'Oise (1976 → 1989) Décédé en fonction |
| janvier 1989                             | 1990         | Jacques Capliez |                 | Dirigeant d'entreprise |
| 1990                                     | mars 2008    | Daniel Desse    | UDF puis UMP    | Ingénieur retraité Conseiller général de Viarmes (2001 → 2008) Conseiller départemental de Fosses (2015 → )                                                                                |
| mars 2008                                | juillet 2020 | William Rouyer  | UMP → LR        | Contremaître retraité Vice-président de la CC Carnelle Pays de France (2018 → 2020) |
| juillet 2020,                            | En cours     | Olivier Dupont  | DVD             | Pharmacien Vice-président de la CC Carnelle Pays de France (2020 → ) |

### Jumelages
Tubbercurry (Irlande).

 Morcote (Suisse).

## Population et société

### Démographie
L'évolution du nombre d'habitants est connue à travers les recensements de la population effectués dans la commune depuis 1793. Pour les communes de moins de 10 000 habitants, une enquête de recensement portant sur toute la population est réalisée tous les cinq ans, les populations de référence des années intermédiaires étant quant à elles estimées par interpolation ou extrapolation. Pour la commune, le premier recensement exhaustif entrant dans le cadre du nouveau dispositif a été réalisé en 2006.

En 2022, la commune comptait 5 509 habitants, en évolution de +6,19 % par rapport à 2016 (Val-d'Oise : +4 %, France hors Mayotte : +2,11 %).
| 1793  | 1800  | 1806  | 1821  | 1831  | 1836  | 1841  | 1846  | 1851  |
| ----- | ----- | ----- | ----- | ----- | ----- | ----- | ----- | ----- |
| 1 071 | 1 102 | 1 134 | 1 240 | 1 348 | 1 315 | 1 330 | 1 240 | 1 218 |

| 1856  | 1861  | 1866  | 1872  | 1876  | 1881  | 1886  | 1891  | 1896  |
| ----- | ----- | ----- | ----- | ----- | ----- | ----- | ----- | ----- |
| 1 323 | 1 245 | 1 237 | 1 207 | 1 305 | 1 289 | 1 339 | 1 331 | 1 446 |

| 1901  | 1906  | 1911  | 1921  | 1926  | 1931  | 1936  | 1946  | 1954  |
| ----- | ----- | ----- | ----- | ----- | ----- | ----- | ----- | ----- |
| 1 399 | 1 415 | 1 538 | 1 498 | 1 685 | 1 767 | 1 671 | 1 713 | 2 055 |

| 1962  | 1968  | 1975  | 1982  | 1990  | 1999  | 2006  | 2011  | 2016  |
| ----- | ----- | ----- | ----- | ----- | ----- | ----- | ----- | ----- |
| 2 333 | 2 625 | 3 303 | 3 871 | 4 315 | 4 681 | 4 765 | 5 084 | 5 188 |

| 2021  | 2022  | - | - | - | - | - | - | - |
| ----- | ----- | - | - | - | - | - | - | - |
| 5 386 | 5 509 | - | - | - | - | - | - | - |

- La commune est rattachée à l'unité urbaine de Viarmes.

### Enseignement
Viarmes possède trois écoles[Quand ?], de la maternelle au collège, situées en plein centre-ville :

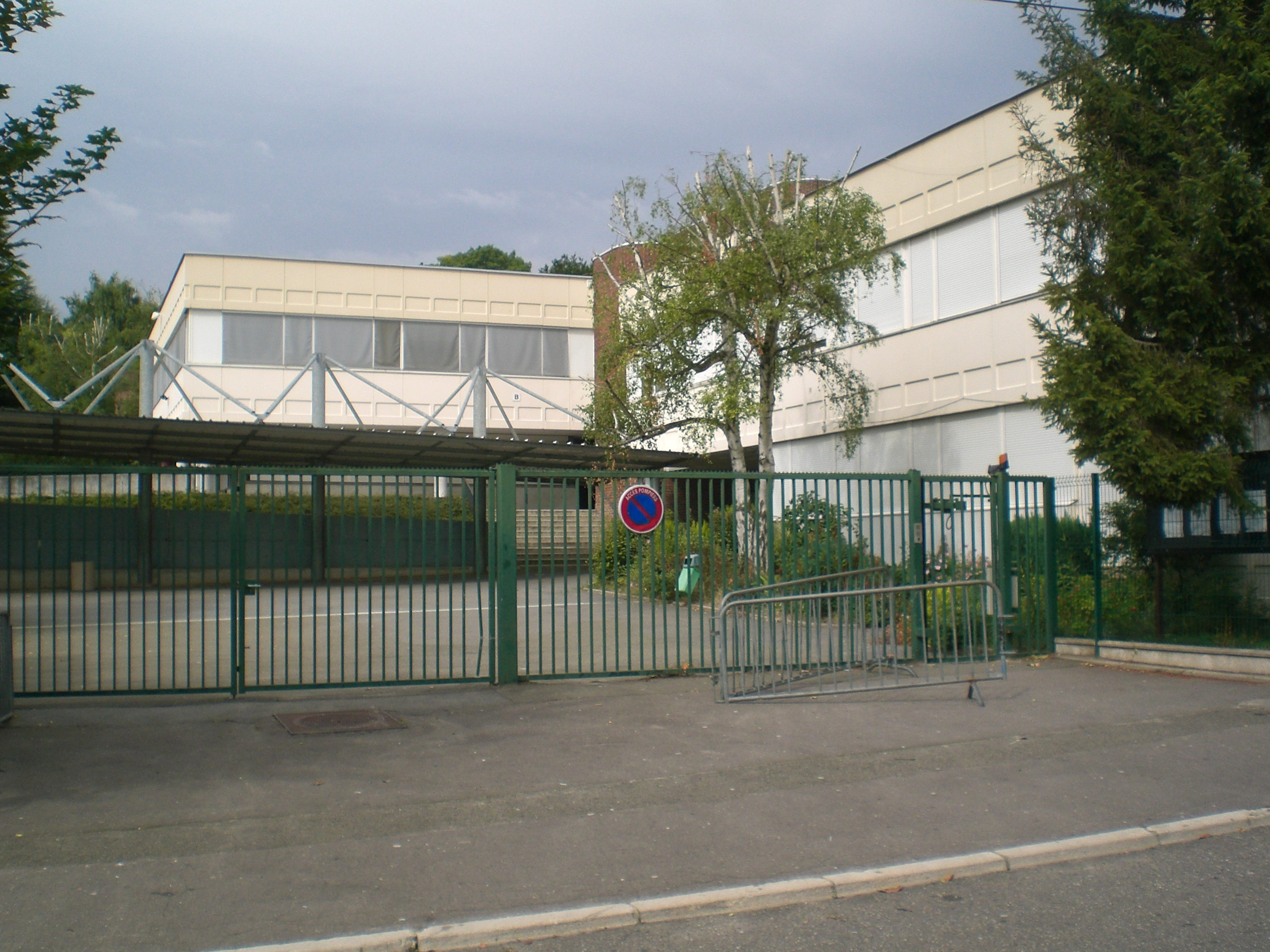
Le collège Blaise-Pascal de Viarmes.

- L'école maternelle Marie-Noël, rue Eugène-Lair.
- L'école élémentaire Louis-Pergaud, 3 rue Noire, à l'angle avec la rue de l'Étang. La maison qui comporte les logements de la ville, donnant sur la rue Noire, est remarquable pour son architecture influencée par l'Art nouveau. Cette école comporte[Quand ?] 14 classes pour environ 370 élèves.
- Le collège Blaise-Pascal est, comme partout en France, un établissement qui a pour mission d'assurer le premier niveau de l'enseignement secondaire, entre l'école primaire et le lycée. Il reçoit plus de six cents élèves de la sixième à la troisième, accueillis par environ 60 adultes[Quand ?]. Ces élèves proviennent en majorité des communes de Viarmes, Asnières-sur-Oise, Noisy-sur-Oise, Seugy et Saint-Martin-du-Tertre aux portes de la forêt de Carnelle (voir liens externes pour le site)[39].

## Culture locale et patrimoine

### Lieux et monuments

#### Monuments historiques
Viarmes compte trois monuments historiques sur son territoire.

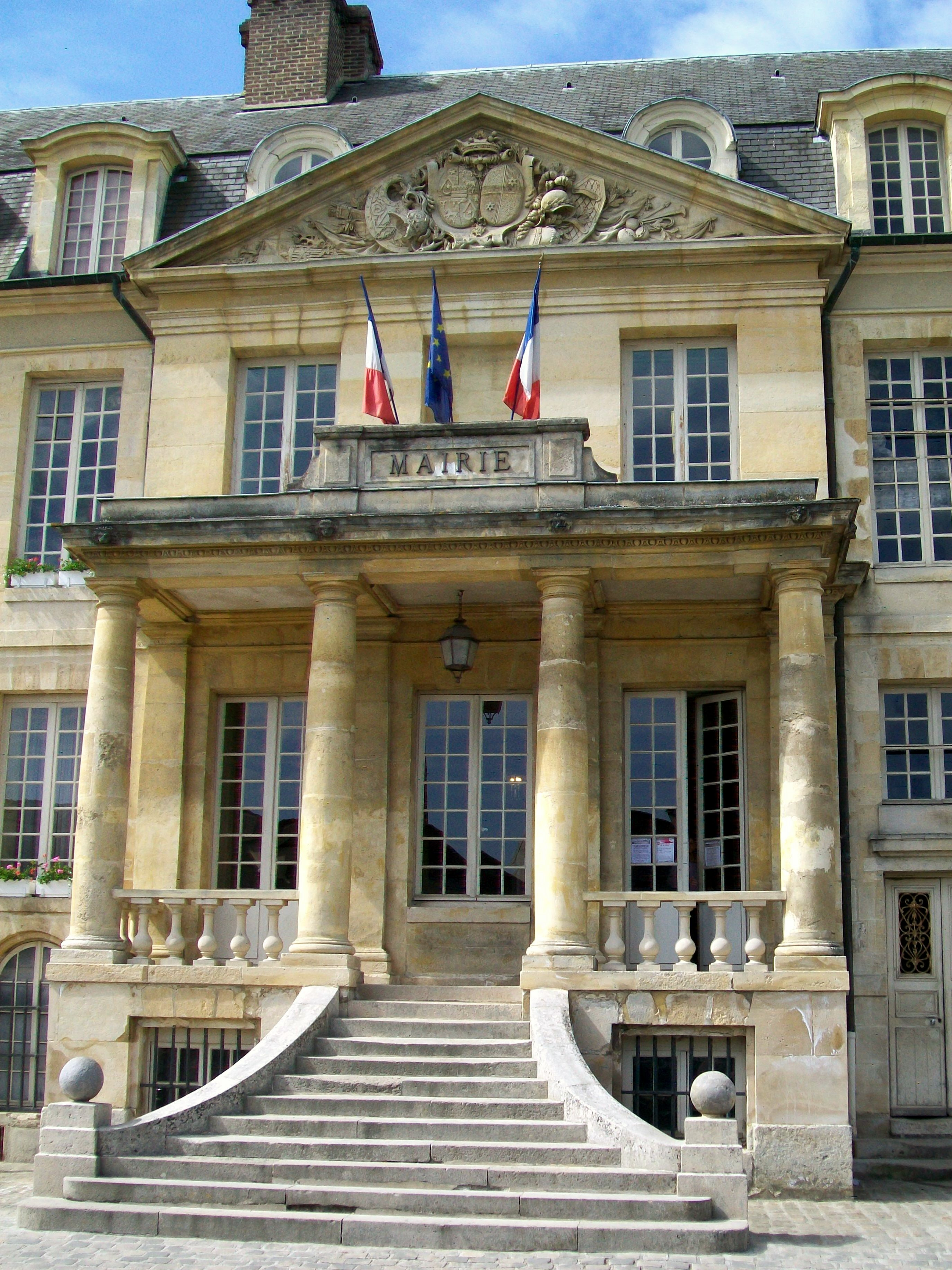
L'entrée principale du château.
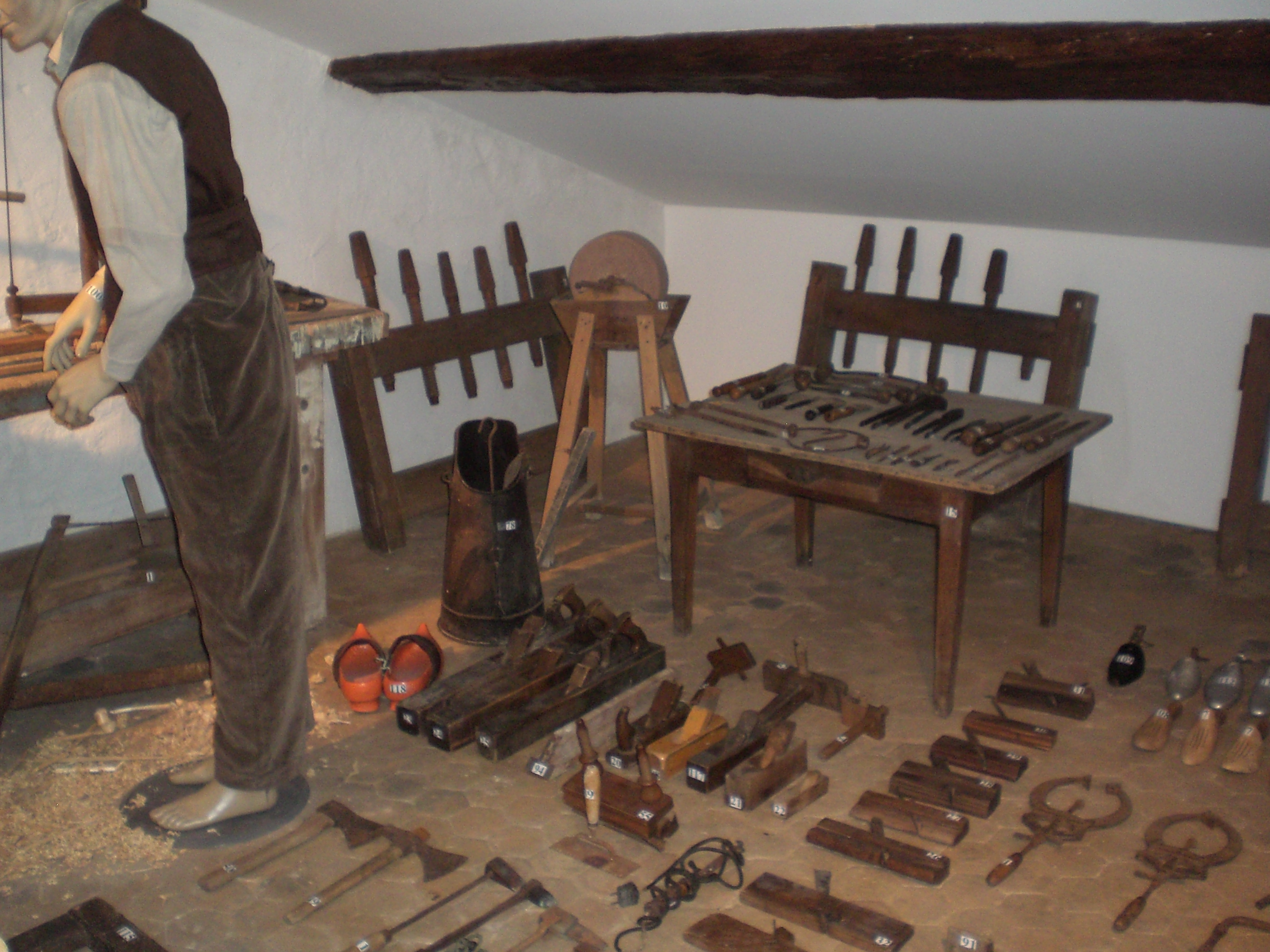
L'atelier d'un sculpteur en bois remonté au musée.
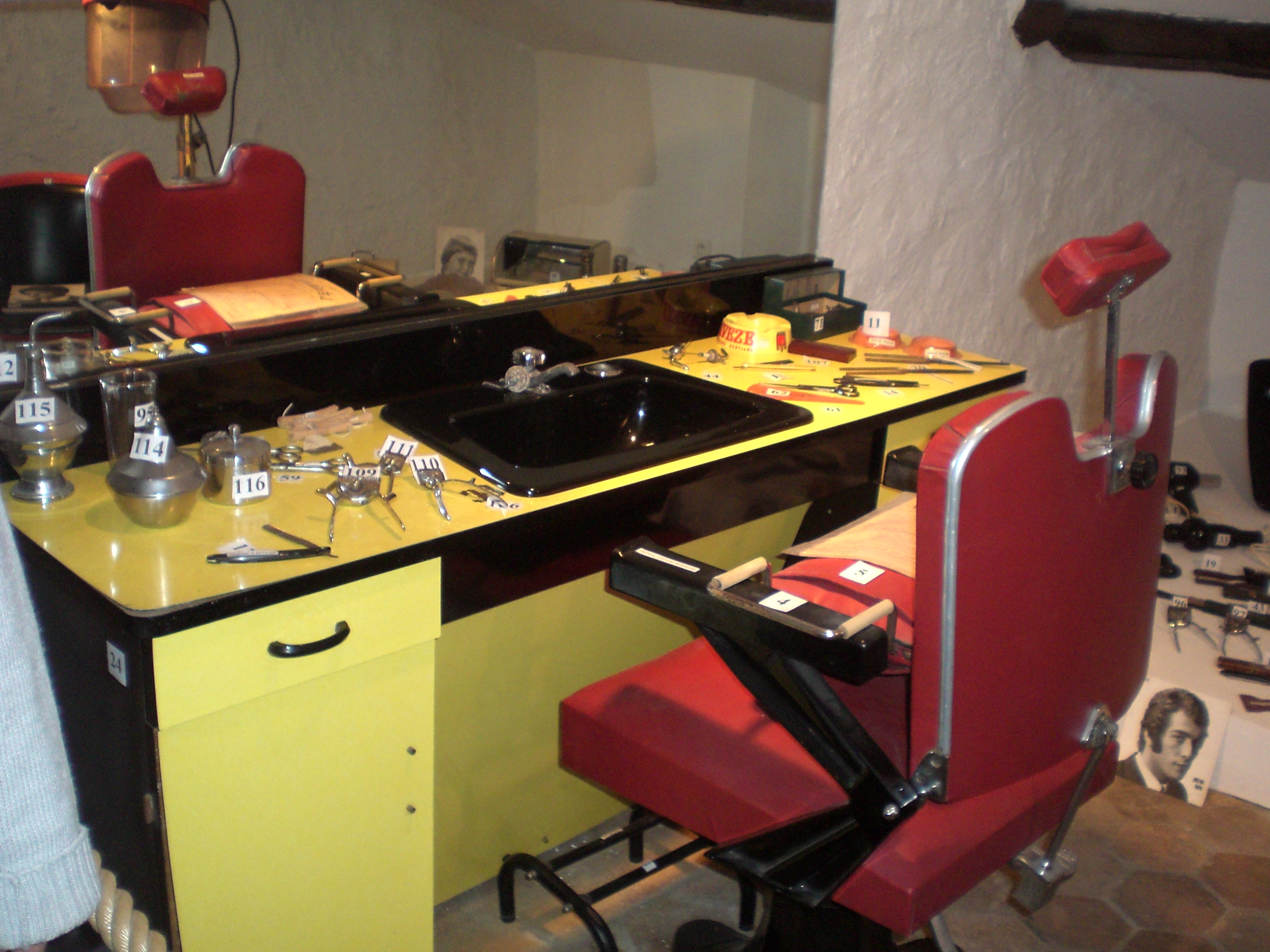
Reconstitution d'un salon de coiffure au musée.
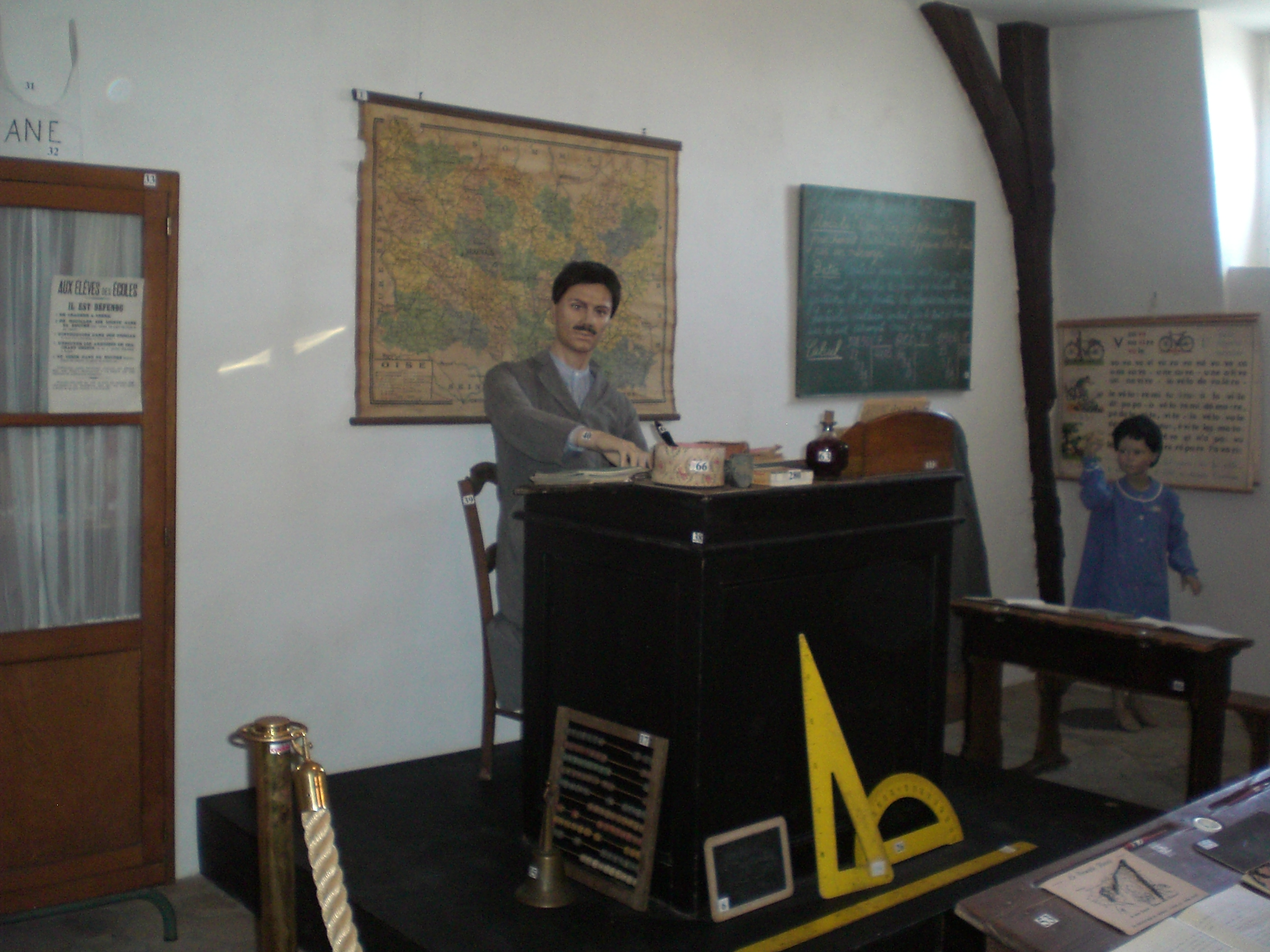
Salle d'école au musée, avec le pupitre du maître.
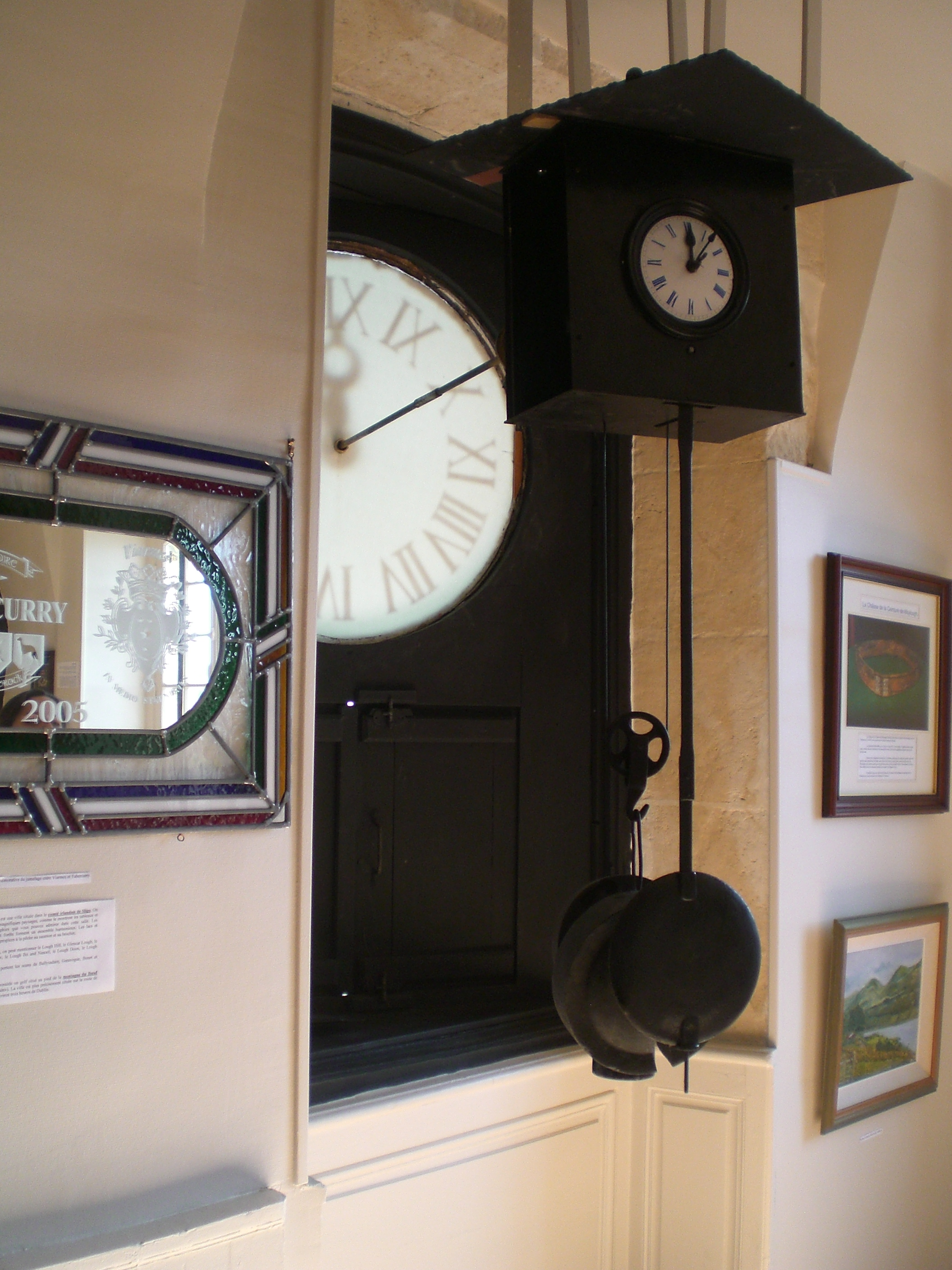
L'horloge de la mairie, vue de l'intérieur.

- Château de Viarmes (décor intérieur inscrit monument historique par arrêté 20 novembre 1926[40])

Construit en 1758 à la demande de Jean-Baptiste de Pontcarré de Viarmes, seigneur de Viarmes, à l'emplacement d'un ancien château fort. Ce château de style classique sur un plan en U renversé, avec des façades en pierres de taille blondes de la région et des moellons couvertes d'enduit, comporte un étage et un toit à la Mansart. La façade principale sur la place Pierre Salvi est dotée d'un corps central en légère saillie, large de trois fenêtres et surmontée d'un fronton triangulaire orné par un bas-relief sur le thème du blason du premier propriétaire. Ici se situe l'entrée principale, encadrée par quatre colonnes doriques simplifiées d'un étage de hauteur, portant un toit plat pour protéger le perron. Ce dernier est accessible par un escalier d'honneur dont la largeur diminue du bas vers le haut, et il est doté de balustrades. Sur l'arrière du château, les deux ailes nord et sud sont surmontées de frontons en arc de cercle, portant eux aussi des bas-reliefs avec deux lions encadrant un blason. Dans son ensemble, le château est sobre, mais d'un style recherché et élégant, avec une recherche de symétrie s'exprimant à travers des quatre façades. La ville a racheté le château en 1857 pour en faire sa mairie et l'école.
Aujourd'hui, le bâtiment n'abrite plus d'école, mais toujours la mairie, ainsi que le musée d'histoire locale. À l'intérieur, subsistent deux pièces aux boiseries en style Rocaille. Ces lambris, les portes et les miroirs font l'objet de l'inscription au titre des Monuments historiques. Le parc du château ne subsiste plus depuis qu'il a été vendu par lots en 1847.
- Le musée Pierre Salvi sur l'histoire de la commune est plus une exposition permanente qu'un musée.

Depuis 2005, il contient des reconstitutions de scènes de la vie locale des années 1900-1950, réalisées avec des pièces originales : classe d’école, salon de coiffure, menuiserie, cuisine, chambre d’enfant, chambre d’adulte, etc. Le musée raconte également l'histoire de la commune avec des documents d'époque, de sa création à aujourd'hui. On peut voir, par exemple, ce qui s'est passé lors des inondations d'avril 1988, où l'eau est montée à plus de 1,5 m dans la rue de Paris.

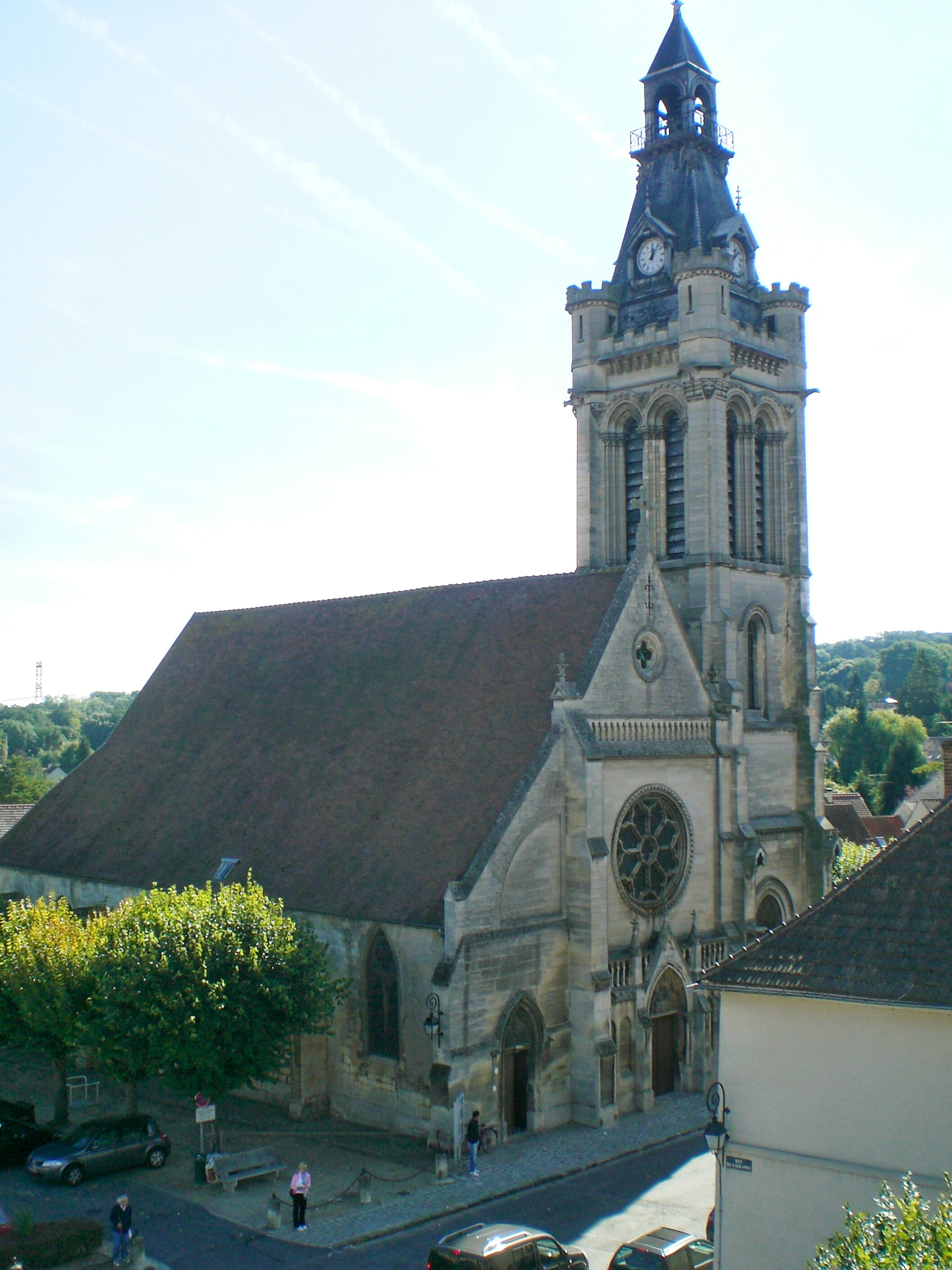
L'église, depuis le château. On aperçoit la première baie gothique du bas-côté nord.
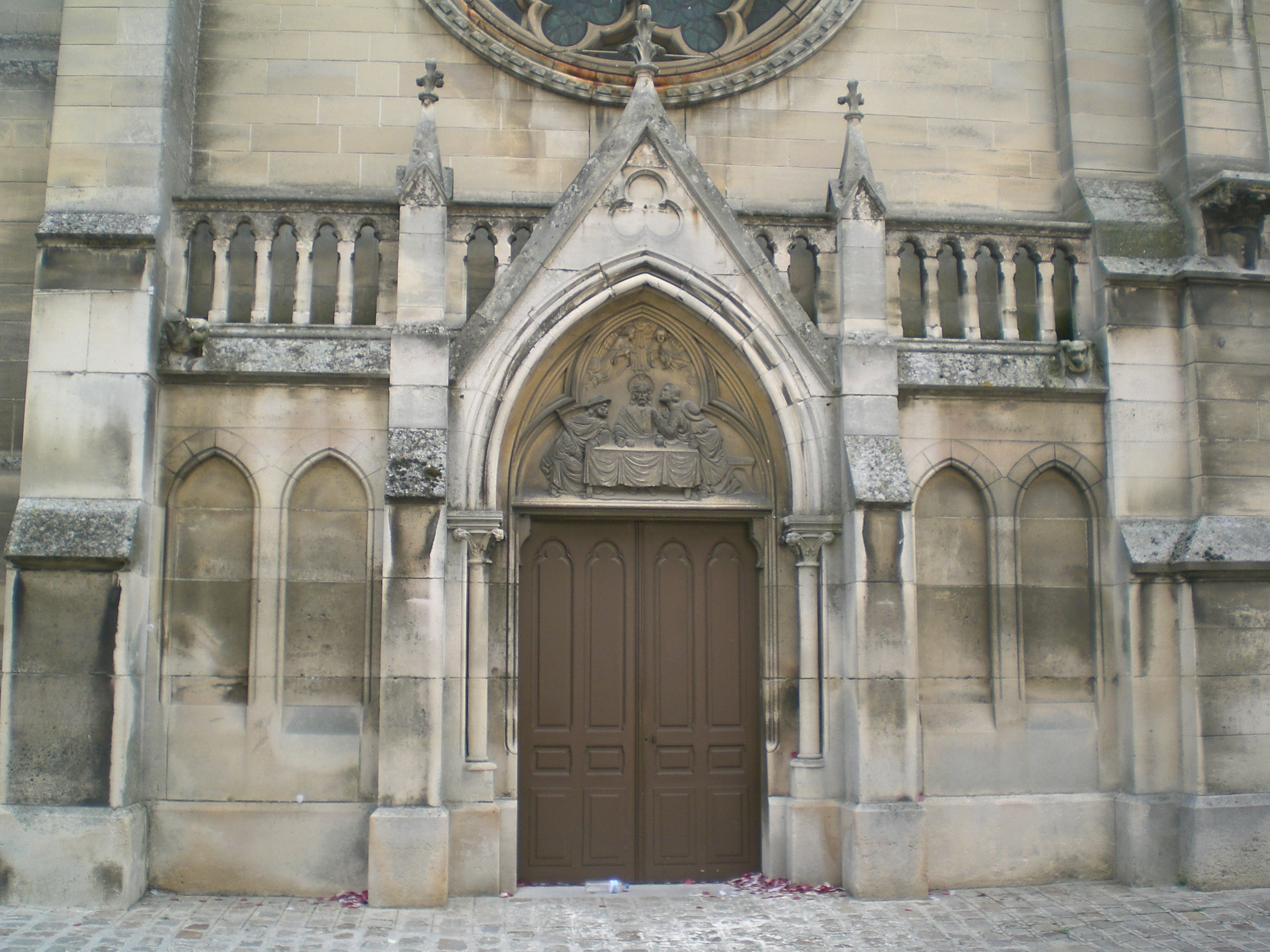
Porte de l'église, sur la façade ouest complètement reconstruite en 1885.
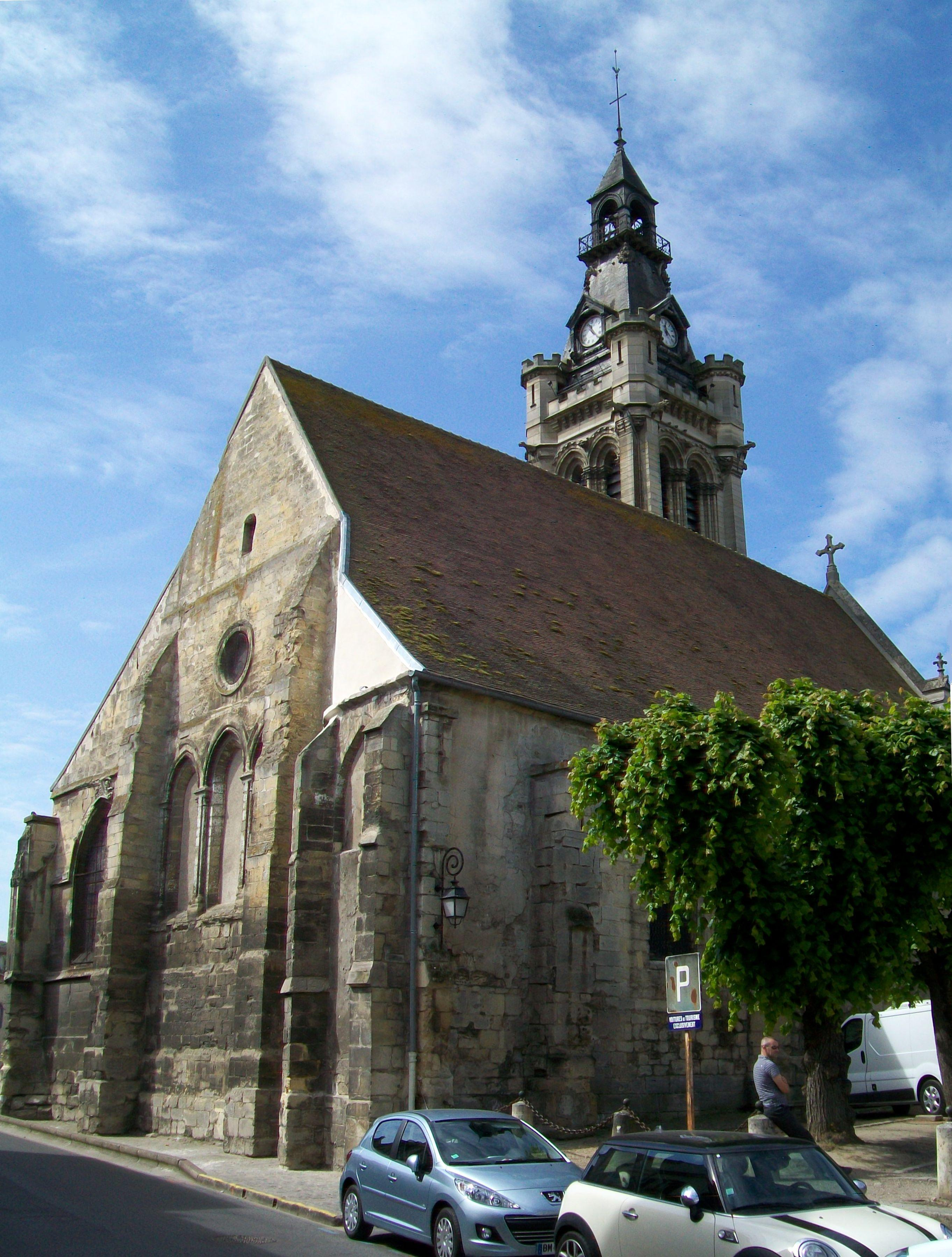
Le chevet de l'église : partie la plus ancienne de l'église.
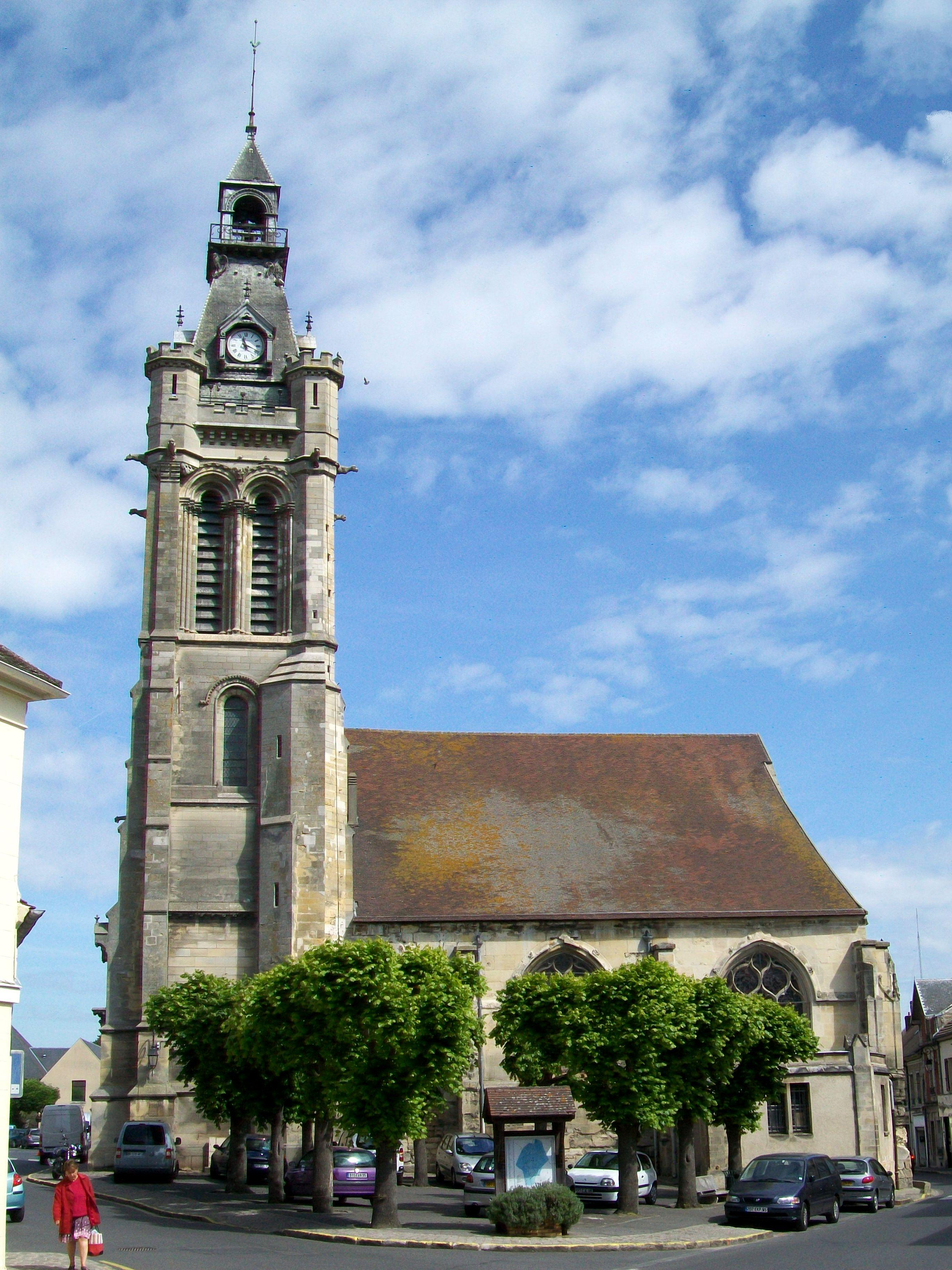
Vue de l'église Saint-Pierre-et-Paul depuis le sud. Le clocher date de 1885.
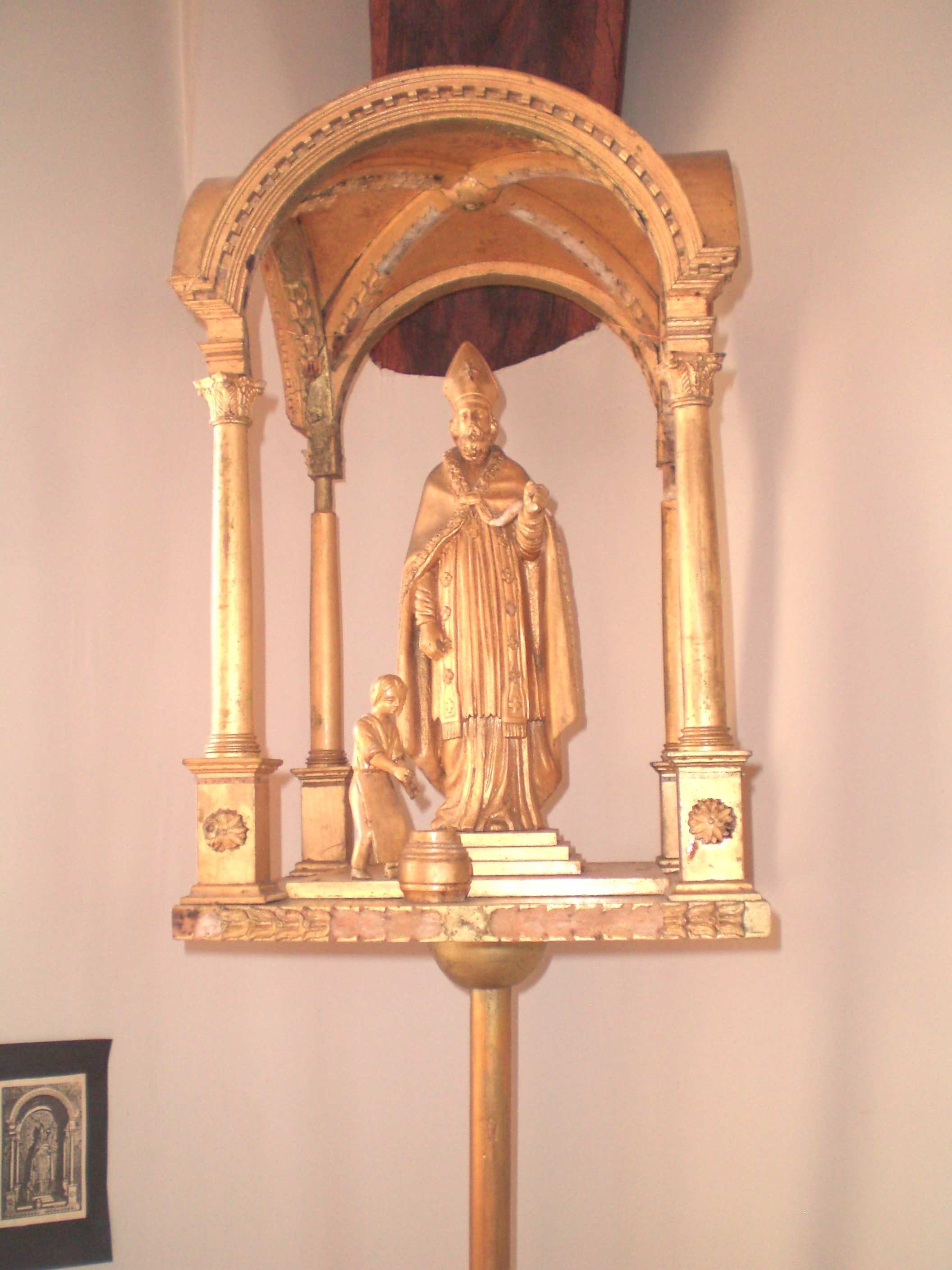
Canne de procession, dédiée à saint Éloi.

- Église Saint-Pierre-et-Saint-Paul (inscrite monument historique par arrêté du 29 mars 2004[44])

Elle a été construite à la fin du XIIe ou au début du XIIIe siècle, époque de laquelle subsistent le chevet plat et le bas-côté nord (vers la place Pierre Salvi, place du Marché). La nef et le bas-côté sud ont été largement reconstruits lors de la restauration du XVIe siècle. Le clocher, rappelant un beffroi, et la façade ouest datent seulement de 1885 et sont l'œuvre de l'architecte Bérard. L'église est dédiée aux apôtres Pierre et Paul. Le tympan montre une représentation des disciples d’Emmaüs. L'église possède des vitraux de 1880 qui représentent l’Annonciation, la Visitation et l'Adoration des mages, ou encore les baptêmes de Jésus et de Clovis. Des tableaux du Bon Samaritain ; une copie de Rubens évoquant la Présentation au Temple ; l’Assomption de la Vierge Marie ; sainte Catherine sont exposés dans l'église.
Comme autres éléments remarquables, l'on peut signaler des pierres tombales gravées de l'écuyer Guillaume du Boys et de son épouse Johanne Le Dru ; un maître-autel en marbre qui vient de l’abbaye de Royaumont ; un retable de style Louis XV ; une crédence ancienne,.
L'église est ouverte à la visite les dimanches et fêtes et lors des brocantes (trois fois par an). L'accès au clocher (près de 60 mètres) est possible uniquement pendant les journées du Patrimoine. De cette hauteur, on peut voir toute la ville, ainsi que les proches alentours.

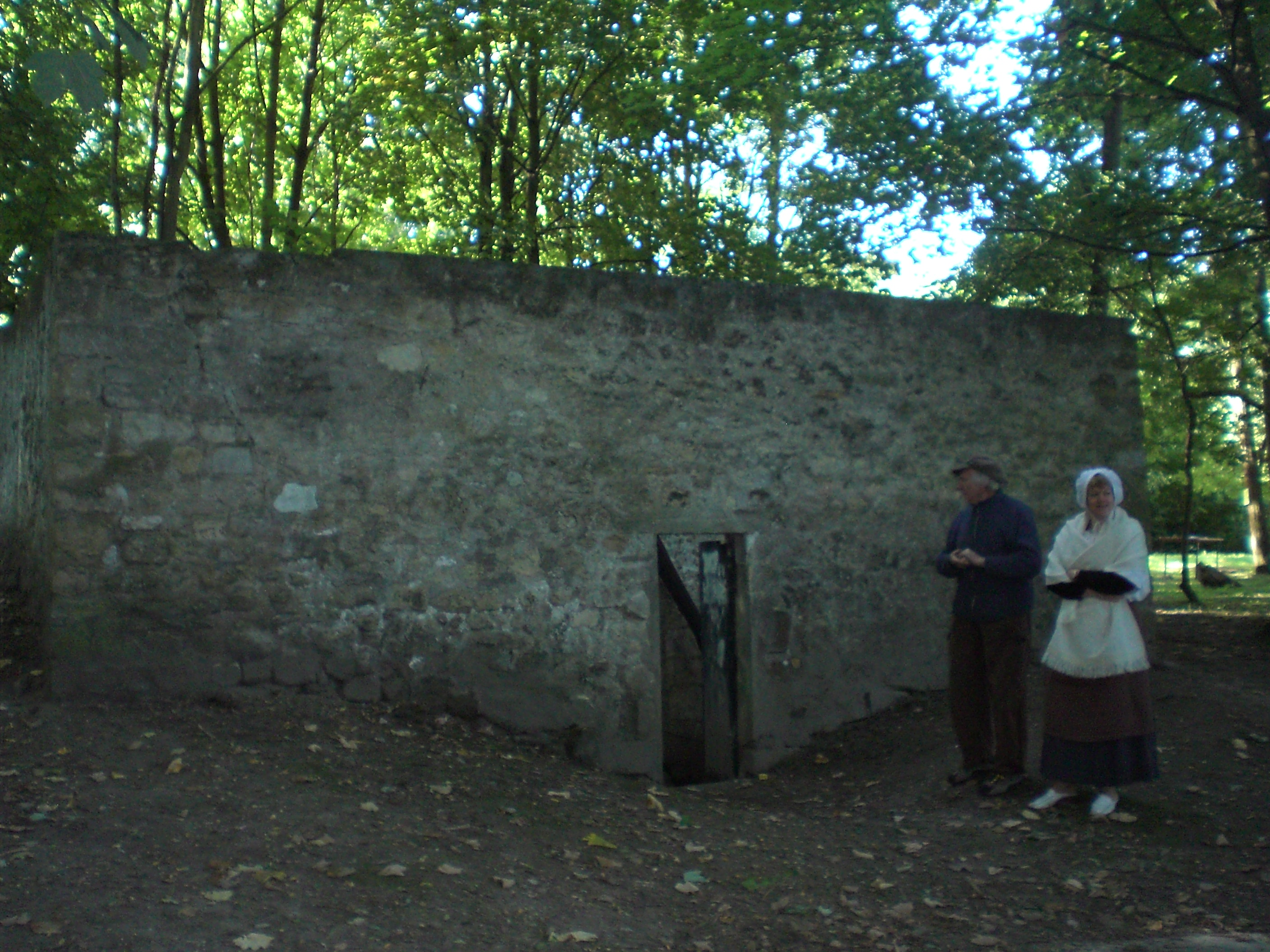
Vue extérieure de l'enclos entourant la fontaine aux Moines, avec la porte d'entrée.
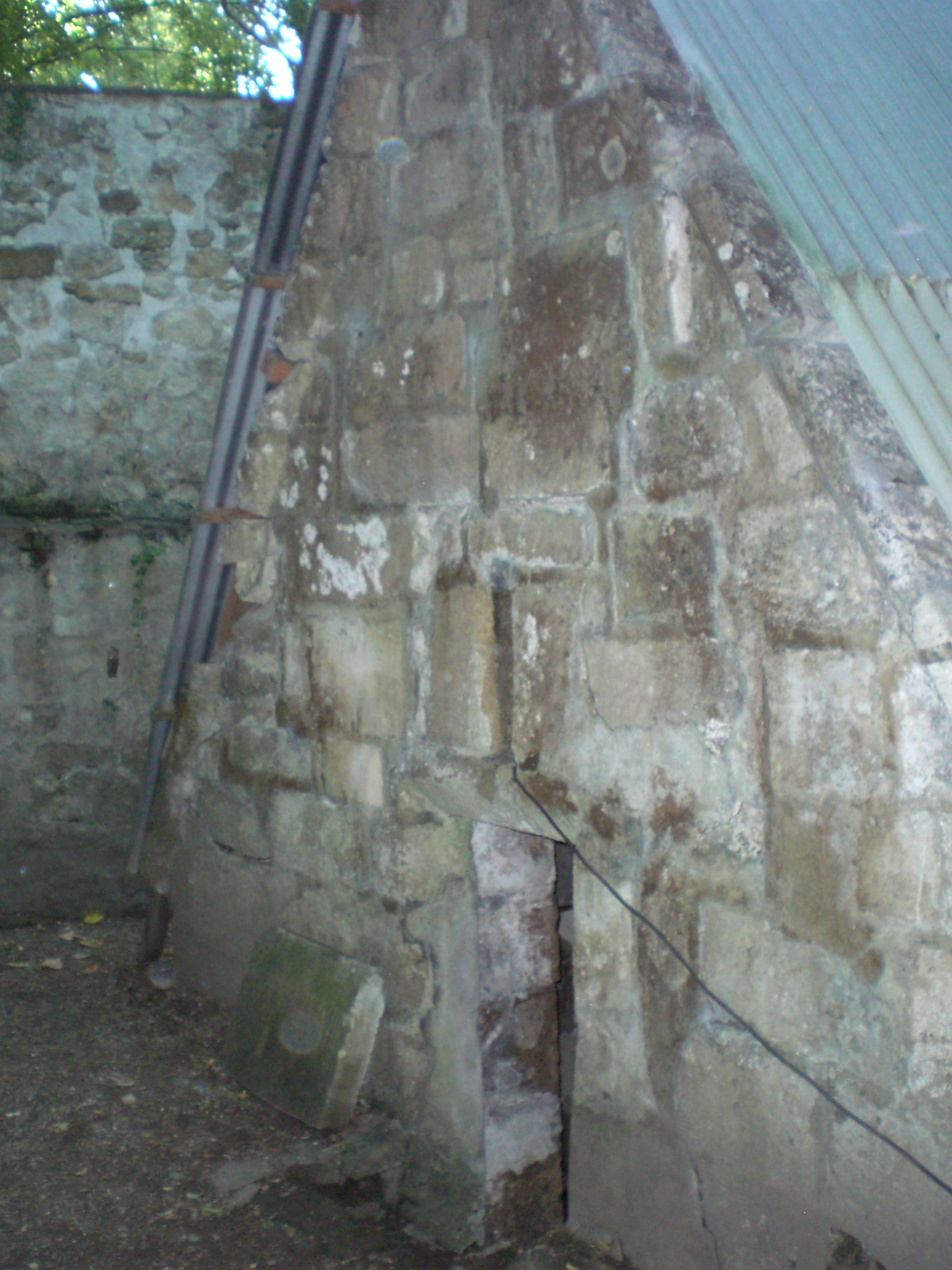
Le bâtiment de la fontaine aux Moines, de 1228, année quand débuta la construction de l'abbaye de Royaumont.
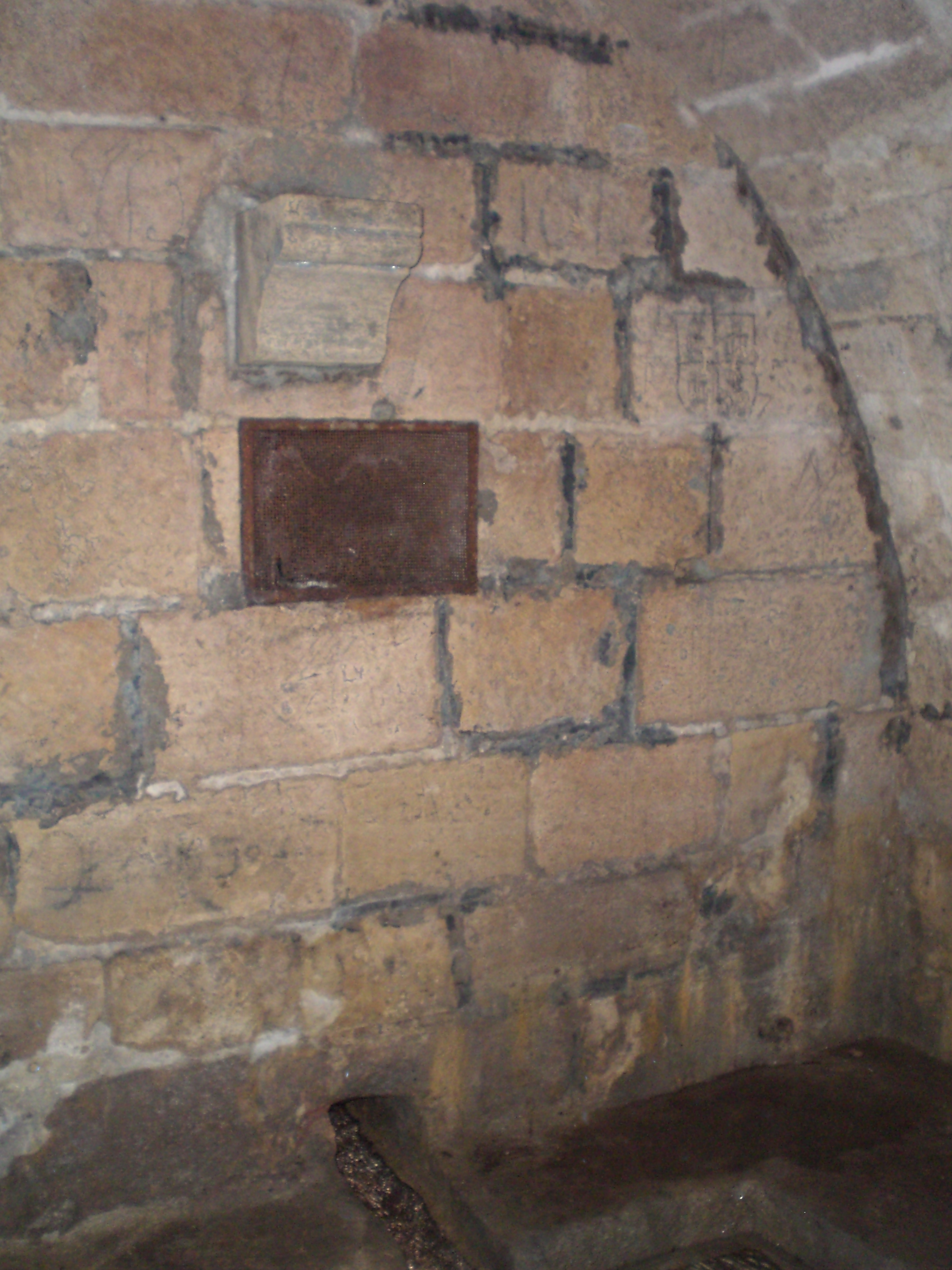
L'intérieur du bâtiment de la fontaine aux Moines, abritant un bassin de décantation.
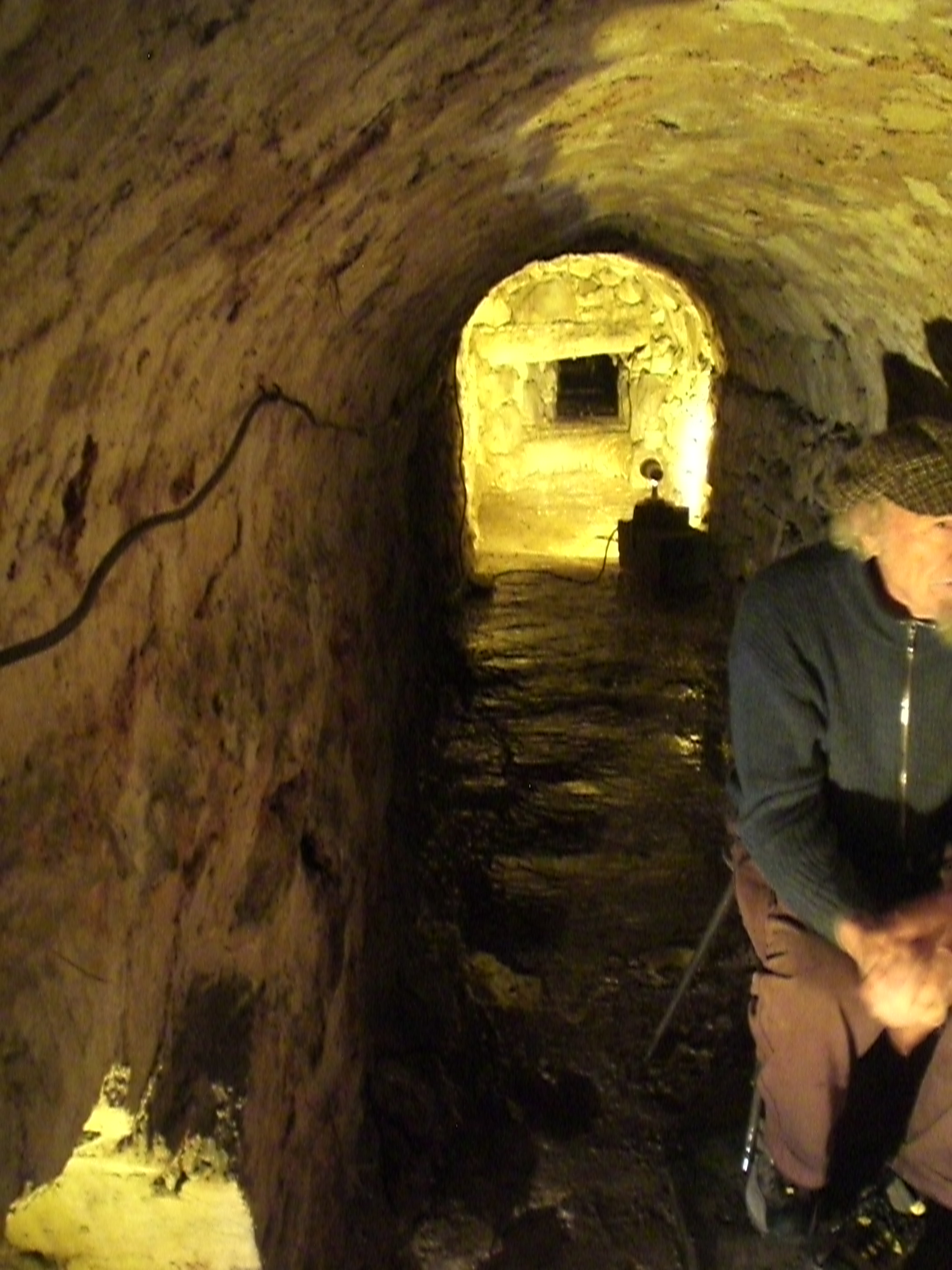
Tunnel de la fontaine aux Moines, canalisation permettant l'acheminement de l'eau vers l'abbaye.
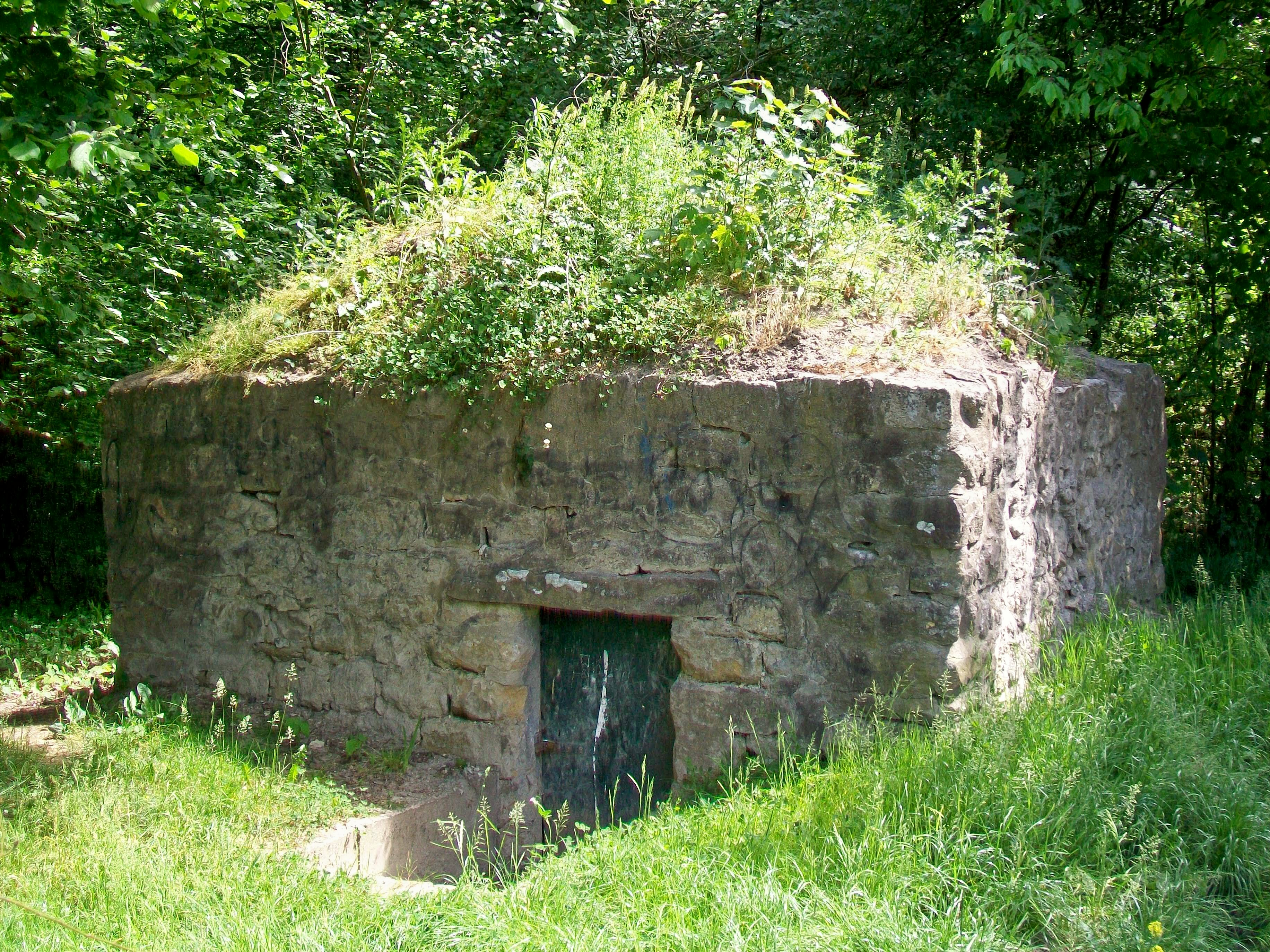
Le premier regard de la galerie souterraine, après la fontaine aux Moines. Classé également M.H.

- Fontaine aux Moines avec son réseau d'adduction d'eau potable de l'abbaye de Royaumont (classée respectivement inscrite monument historique par arrêté du 11 juillet 2003[47])

Contemporaine de l'abbaye de Royaumont construite vers 1228, elle représente un héritage des moines cisterciens conservé dans un état très proche de celui d'origine. L'eau est captée dans un bassin souterrain, dans la colline de Viarmes, est acheminée vers cette « fontaine » par une galerie également souterraine.
Cette « fontaine » n'en est pas une, car non destinée à fournir directement de l'eau aux habitants. Il s'agit d'un petit édifice rectangulaire avec un toit de pierre à forte pente, construit en pierre blonde de la région (tout comme le château de Viarmes). À l'intérieur, se trouve un bassin, qui renvoie l'eau au prochain regard un peu en aval, possédant également un bassin de décantation. Le bâtiment de la fontaine est entouré de murs de deux mètres de haut environ, formant un enclos destiné à le protéger. Cet ensemble est classé Monuments historiques, tandis que deux autres regards, situées rue de la Mascrée et chemin rural n° 5 dit d'Asnières à Giez, sont inscrits au titre des Monuments historiques. La « fontaine aux Moines » n'est ouverte à la visite que pendant les journées du Patrimoine.

#### Autres éléments du patrimoine
- Les capteurs de source et regards destinés à distribuer l'eau aux habitants de la ville par les fontaines publiques

En tenant compte de ceux appartenant au système hydraulique de la « fontaine aux Moines », Viarmes en possède encore six, dont un au centre-ville dans la rue du Douaire. Ce capteur alimente trois lavoirs (rue des Auges et ruelle Saint-Ladre) et, entre autres, la fontaine rue des Auges, à côté du lavoir. Riche en sources, Viarmes conserve aujourd'hui un patrimoine hydraulique exceptionnel, dont font partie les fontaines publiques et les lavoirs.

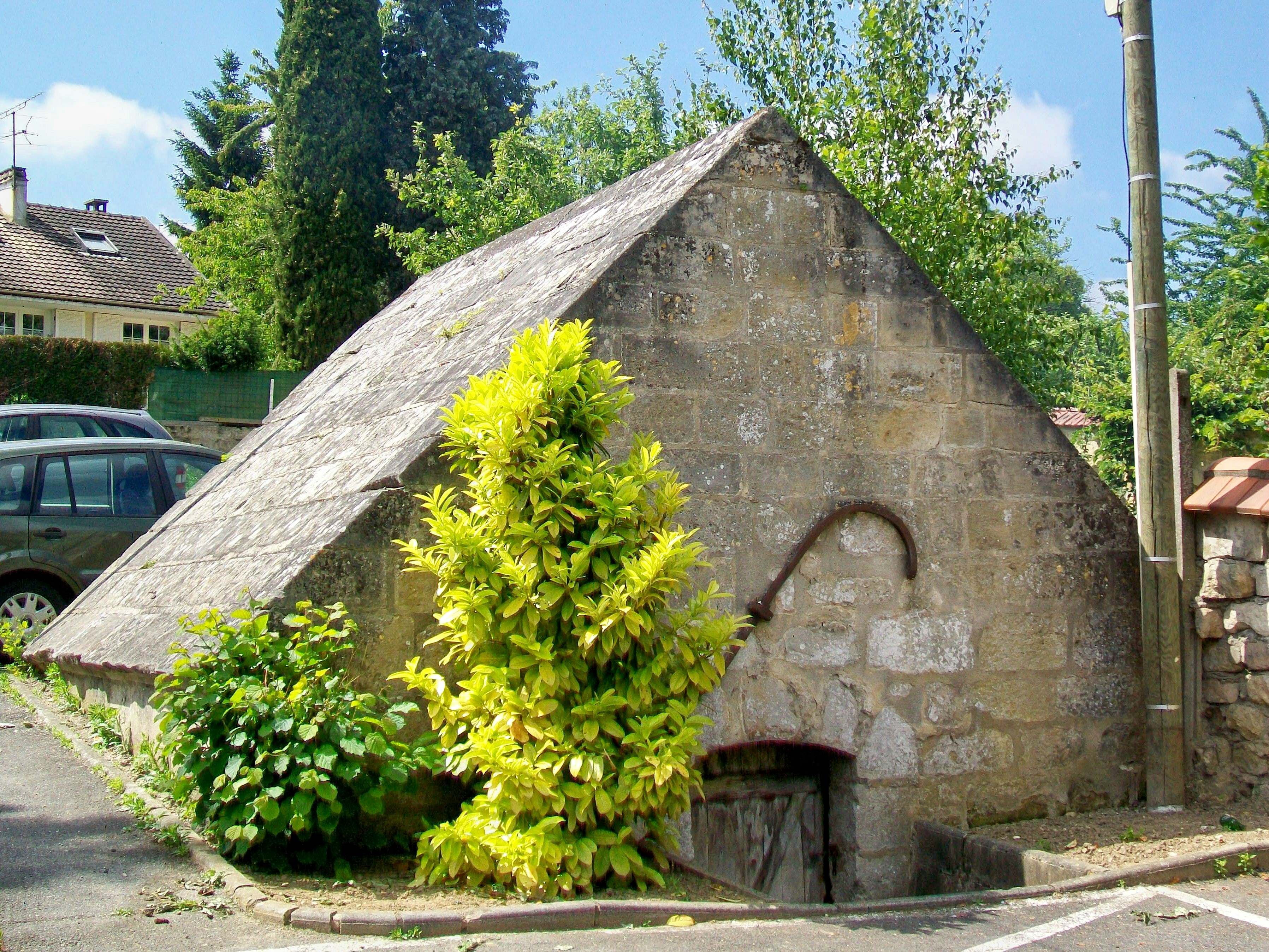
Capteur de source ou regard rue du Douaire (près de la rue du Montcel), appelé également source du Montcel.
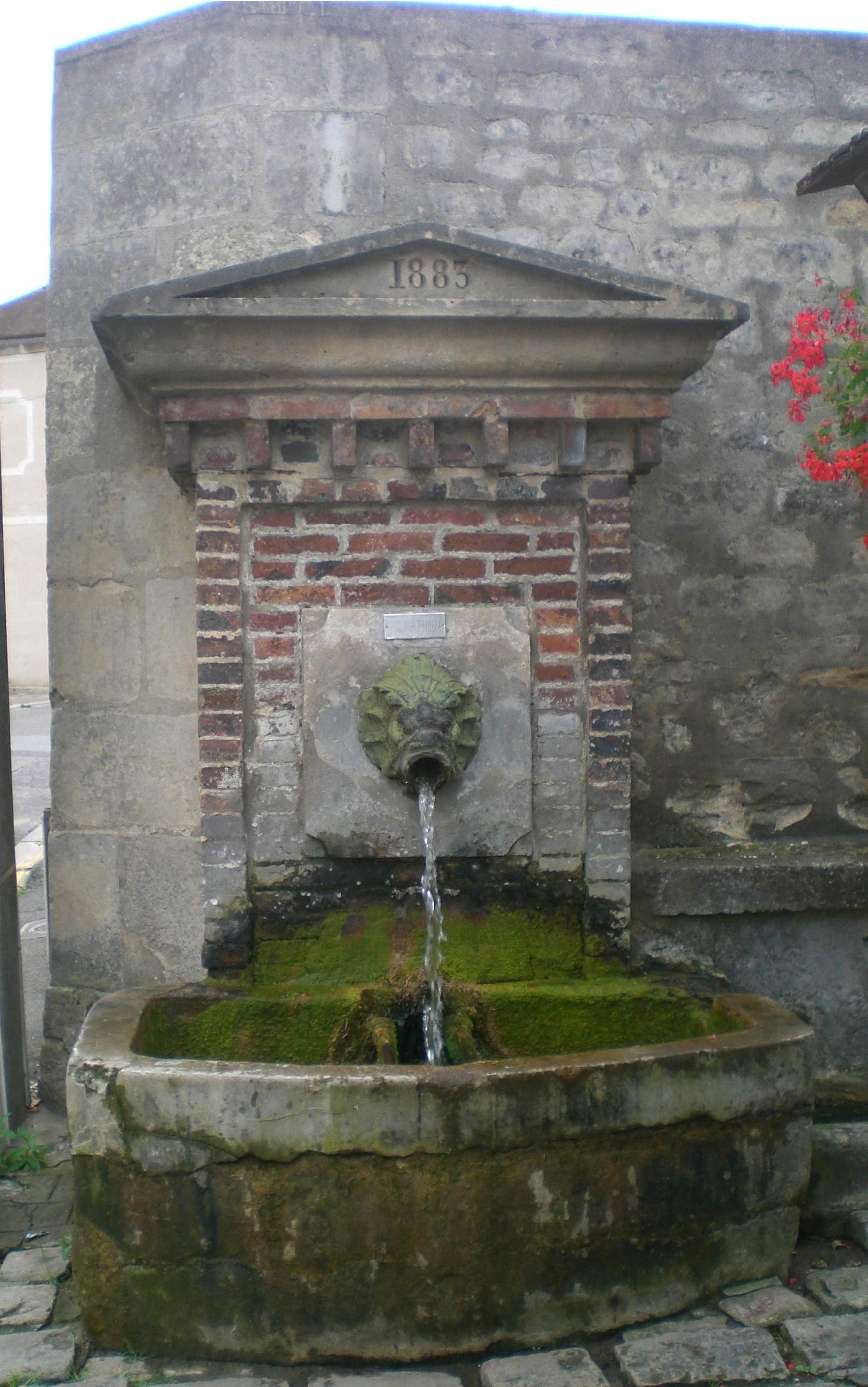
Fontaine de 1883, rue du Montcel, à côté du lavoir, face à la rue des Panilliers.
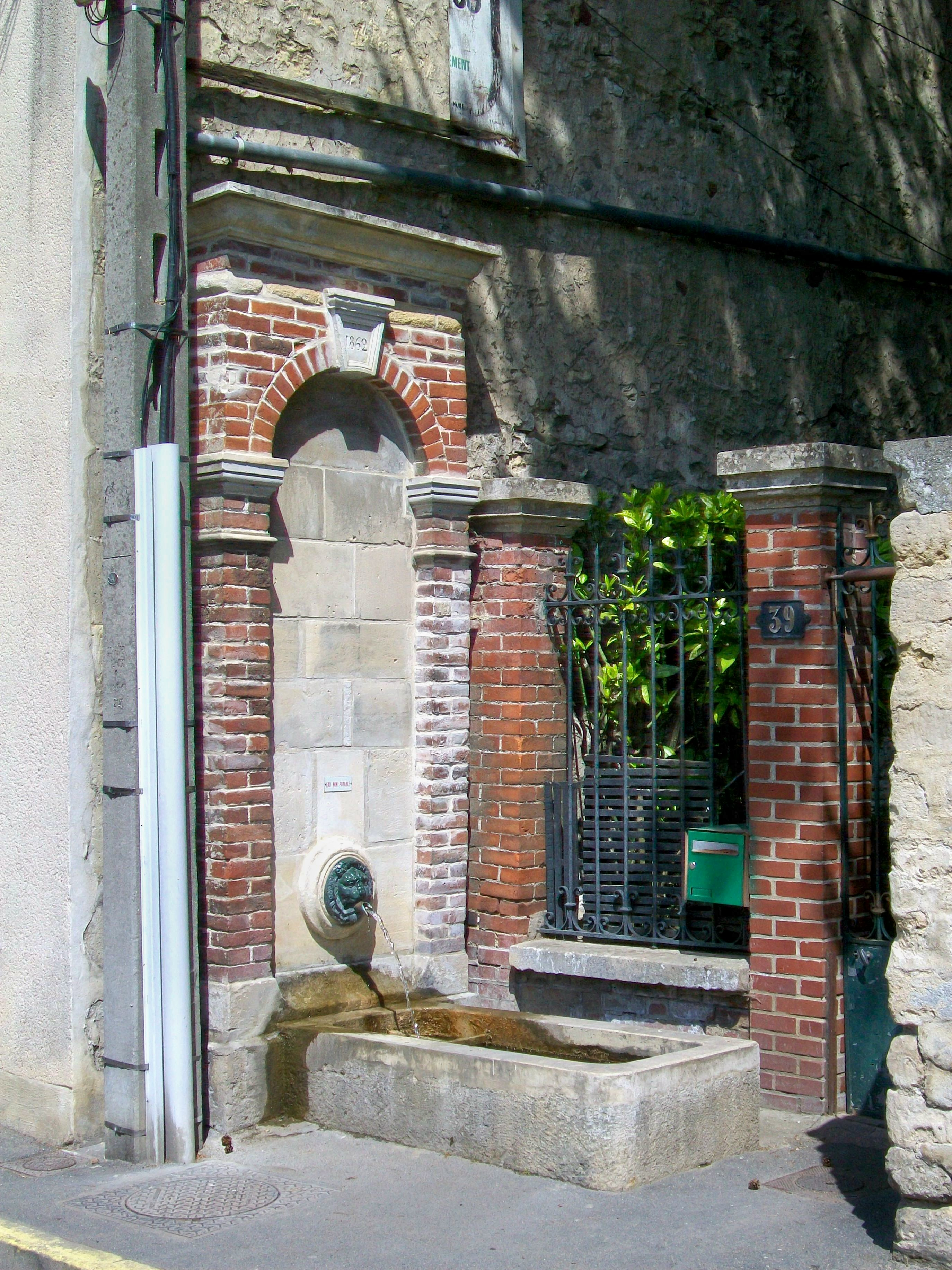
Fontaine publique de 1862, rue Kleinpeter. Comme souvent sur les fontaines de l'époque, l'eau est crachée par une tête de lion en fonte.
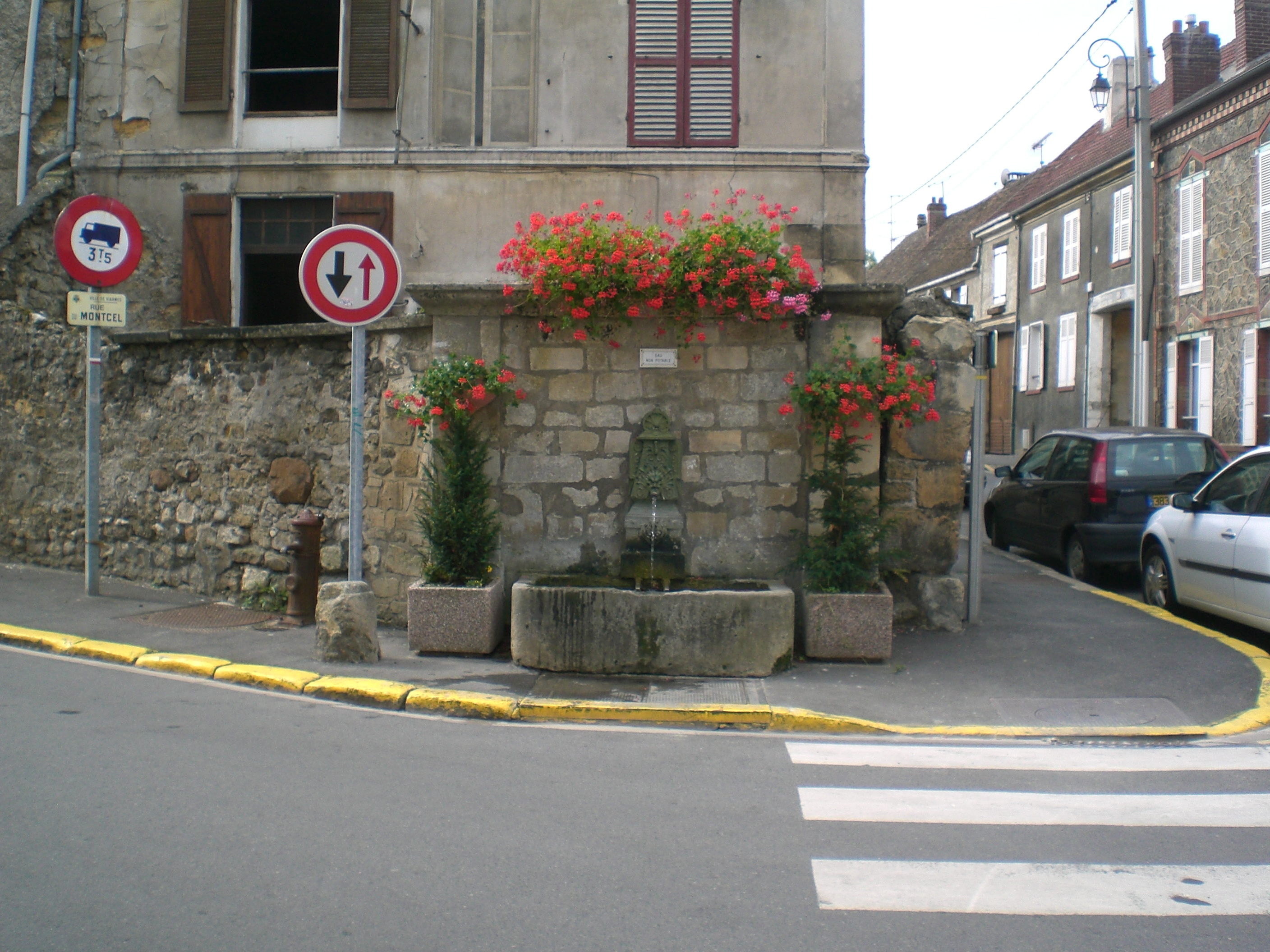
Fontaine, à l'angle nord de la rue de la Gare et de la rue du Montcel.
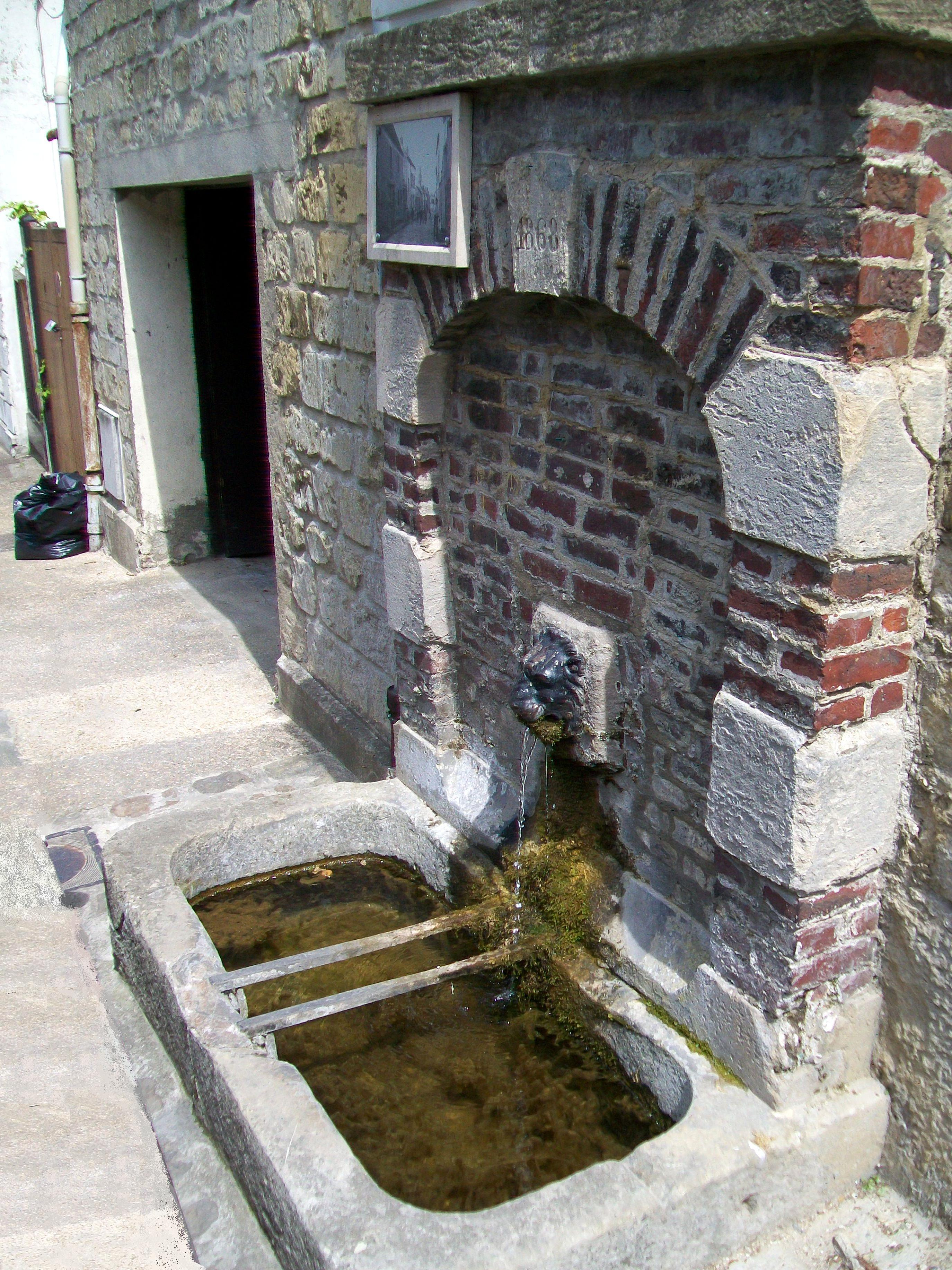
La fontaine de 1868 au milieu de la rue de la Gare.

- Les quatre fontaines publiques fonctionnant toujours

Datant des années 1860-1880, elles sont toutes d'un type différent, mais les trois fontaines rue de la Gare, rue du Montcel et rue Kleinpeter sont stylistiquement proches. L'architecture allie la brique rouge, avec quelques éléments taillés, et l'eau est crachée par une tête d'animal et déversée dans une auge. Sur les fontaines des rues de la Gare et Kleinpeter, c'est une tête de lion qui dispense l'eau ; sur la fontaine de la rue du Montcel, c'est une tête de poisson. La quatrième fontaine se situe à l'angle des rues de la Gare et du Montcel. Cette fontaine ne présente pas d'éléments en briques, et l'eau est dispensée par une grande applique murale en fonte, qui préfigure les bornes-fontaines apparaissant vers la fin du XIXe siècle.
- Une cinquième fontaine publique est conservée au nord-ouest du carrefour Charles-de-Gaulle, mais elle a été transformée en pot à fleurs. La tête de lion paraît une nouvelle fois, mais elle est montée sur une haute colonne qui laisse supposer une origine plus ancienne de cette fontaine. L'auge en béton cerclé de fer n'est plus celle d'origine.

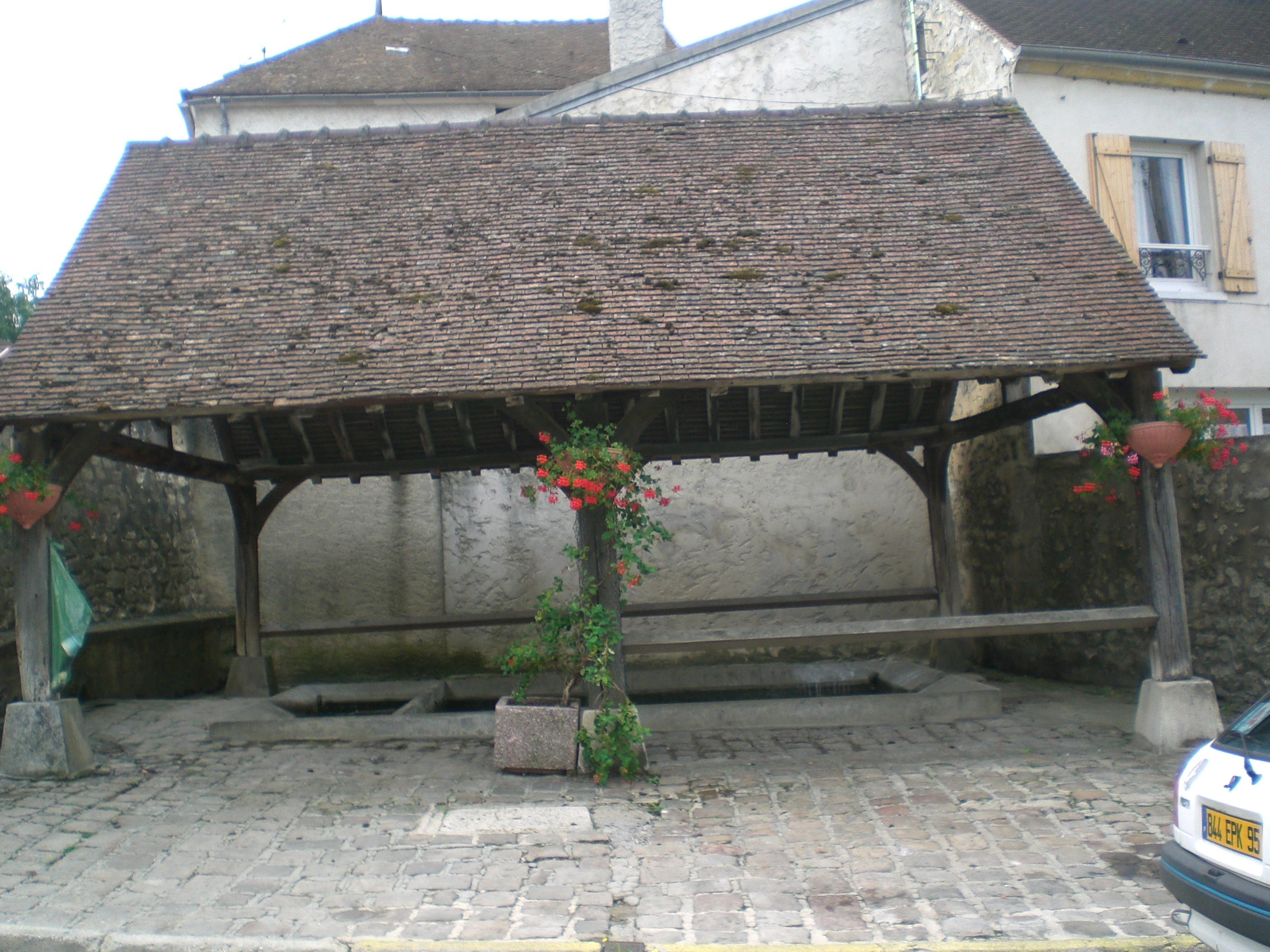
Le lavoir du Montcel, le plus ancien de la commune, dans la rue du même nom. Il a été construit en 1827.
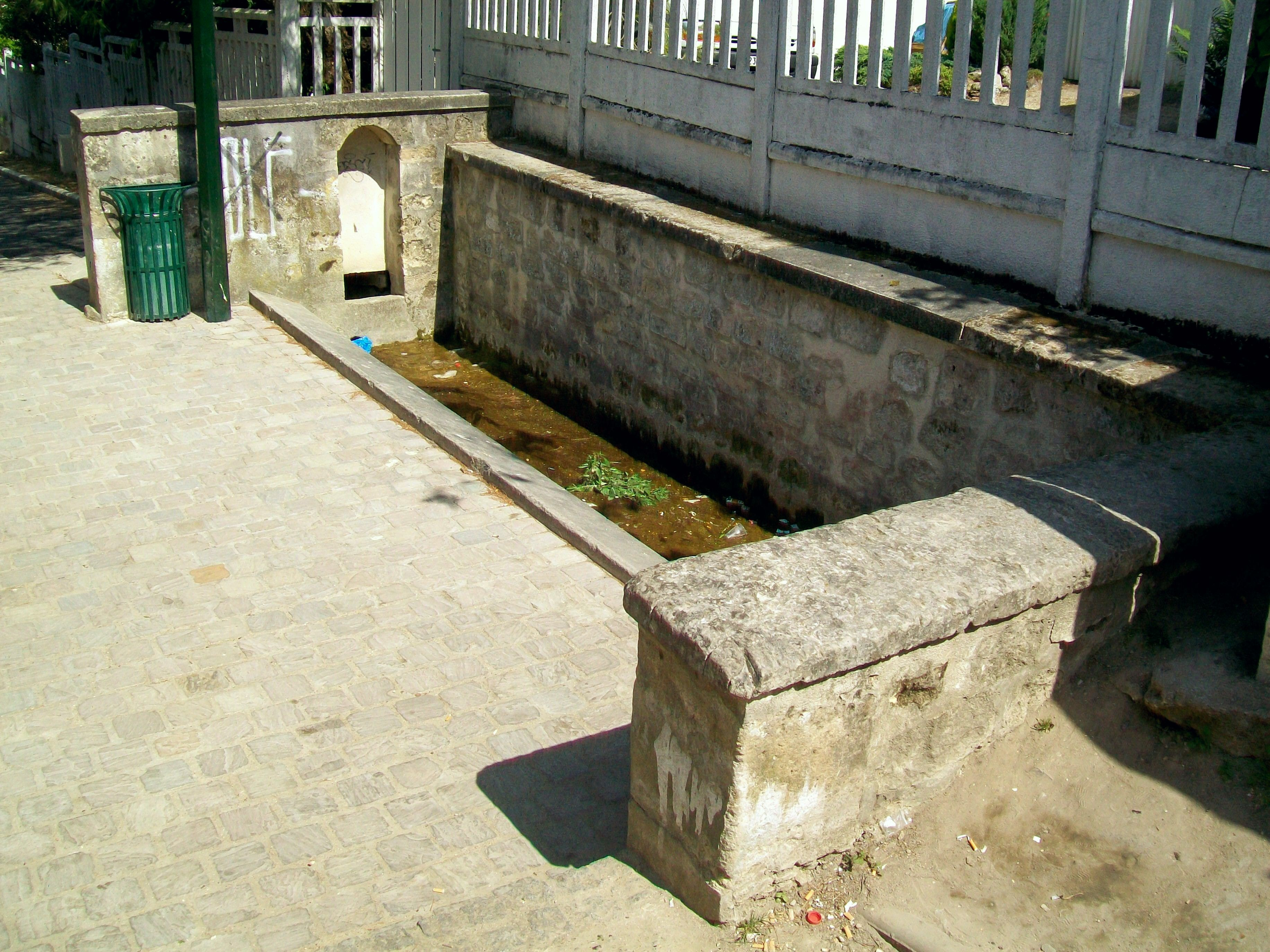
Le lavoir des Panilliers, au sud de la ruelle Saint-Ladre. Il est alimenté par un ruisseau issu de la source du Montcel. C'est le plus petit des lavoirs de Viarmes, non couvert.
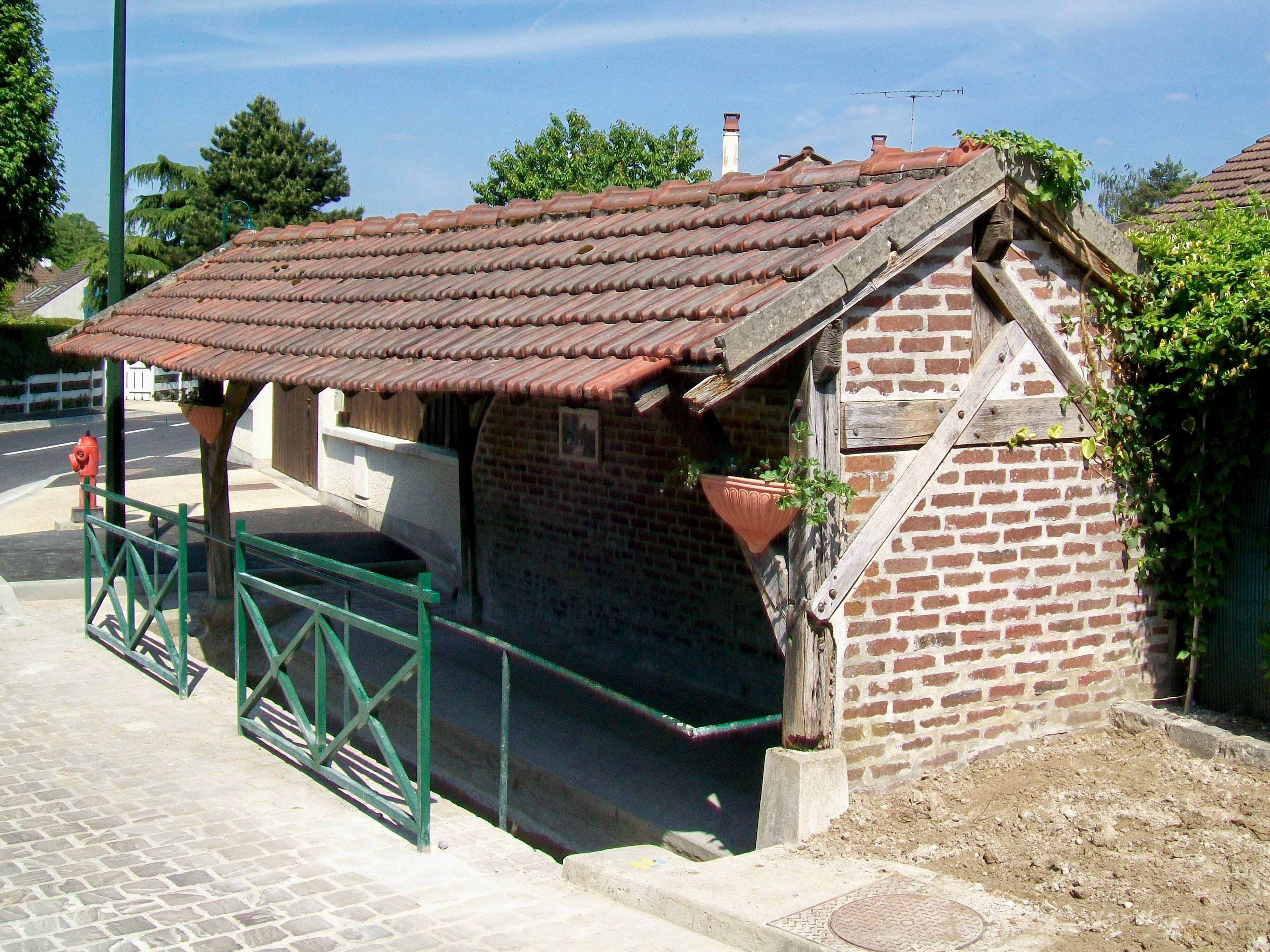
Le lavoir Saint-Ladre, au nord de la ruelle du même nom. Il est alimenté par le même ruisseau que le lavoir des Panilliers en amont.
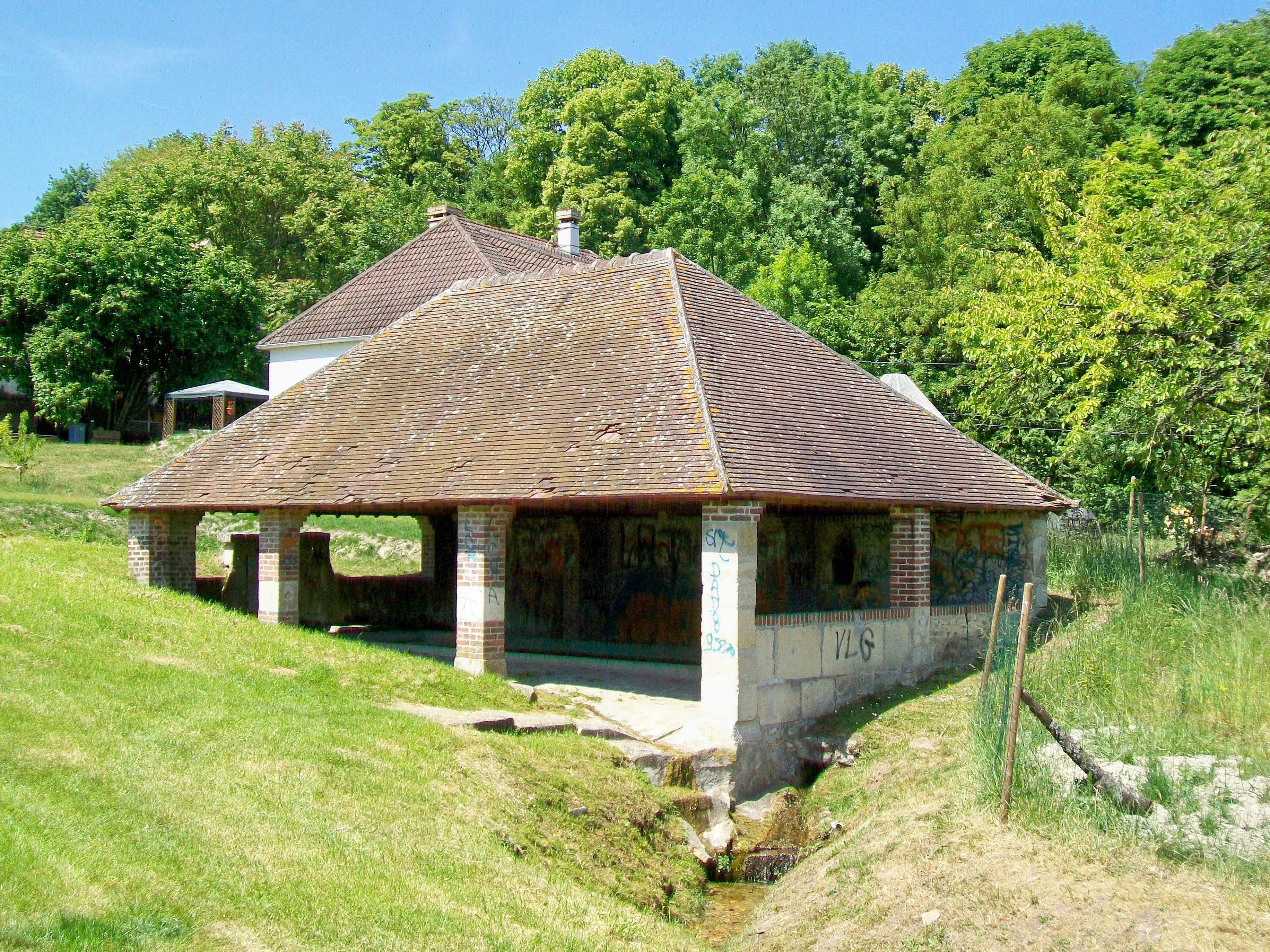
Le lavoir du Présier de 1855, ruelle du Présier, accessible depuis la rue du Gaudron près d'Asnières-sur-Oise.

- Les quatre lavoirs de Viarmes

Rue des Auges, de 1827 ; ruelle Saint-Ladre (un lavoir ouvert au sud, et un lavoir couvert au nord) ; et ruelle du Présier, près de la limite de la commune avec Asnières-sur-Oise, de 1855 et agrandi en 1896. La source du Montcel alimente les trois premiers lavoirs, tandis que le quatrième dispose d'une source à lui seul. Ces sources sont toujours abandAntes. Autrefois, les lavoirs étaient encore plus nombreux, et leur densité était exceptionnelle. Ainsi, le lavoir du Panillier n'est éloigné que de cent mètres du lavoir rue des Auges, et le lavoir Saint-Ladre est à une bonne centaine de mètres du lavoir des Panilliers. La commune a restauré l'ensemble des lavoirs, mais ils sont malheureusement souvent l'objet de vandalisme (taggage).
- Le puits du Clos Huchon, rue de la Gare

Cet ancien puits public est peu commun pour Viarmes, bien que correspondant à un type jadis très répandu. En effet, les nombreuses sources sur la commune permettaient d'aménager des fontaines à de multiples endroits de la ville, dispensant donc les habitants du percement de puits.

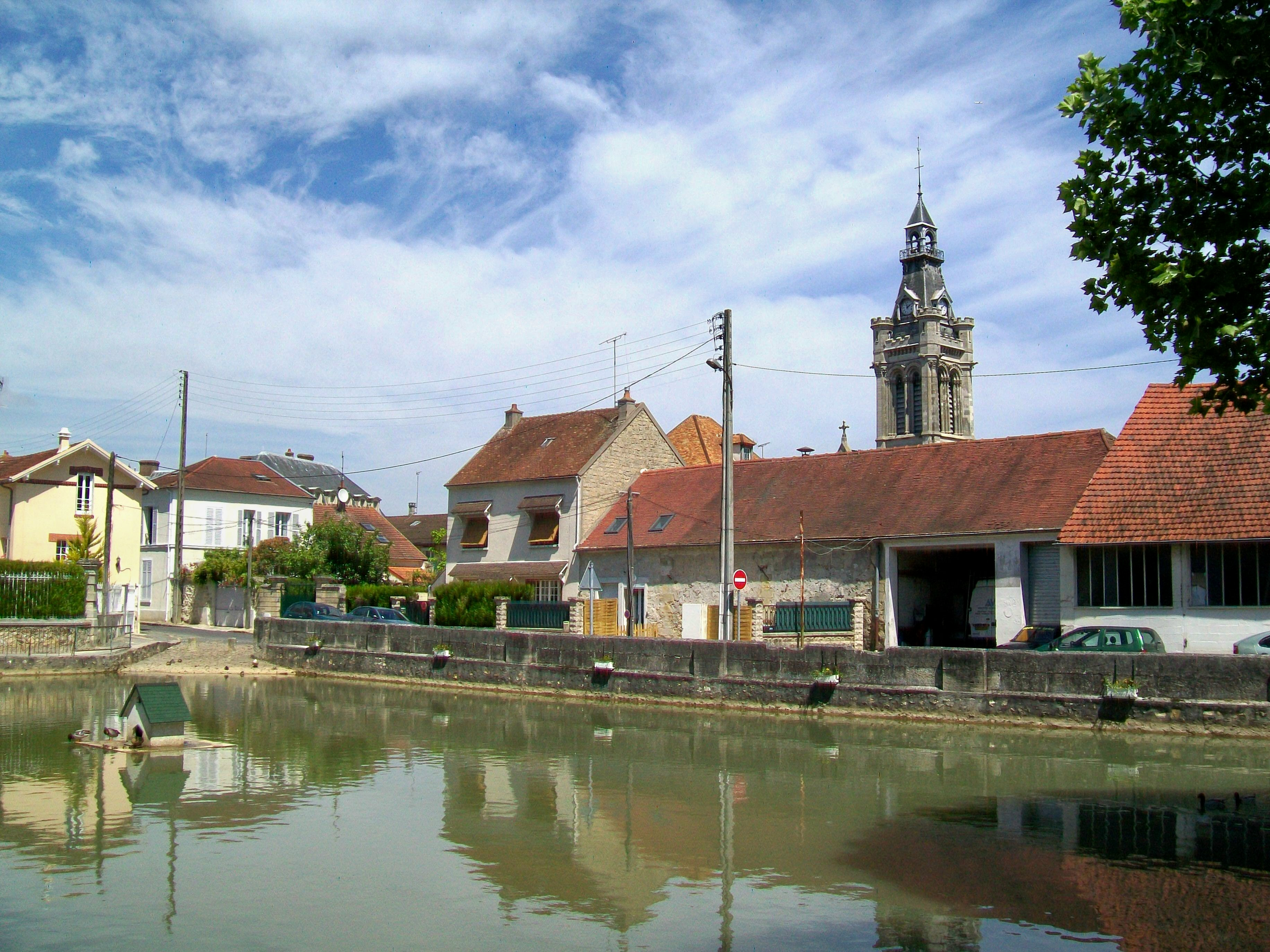
La mare, rue de l'Etang et route de Saint-Martin-du-Tertre.
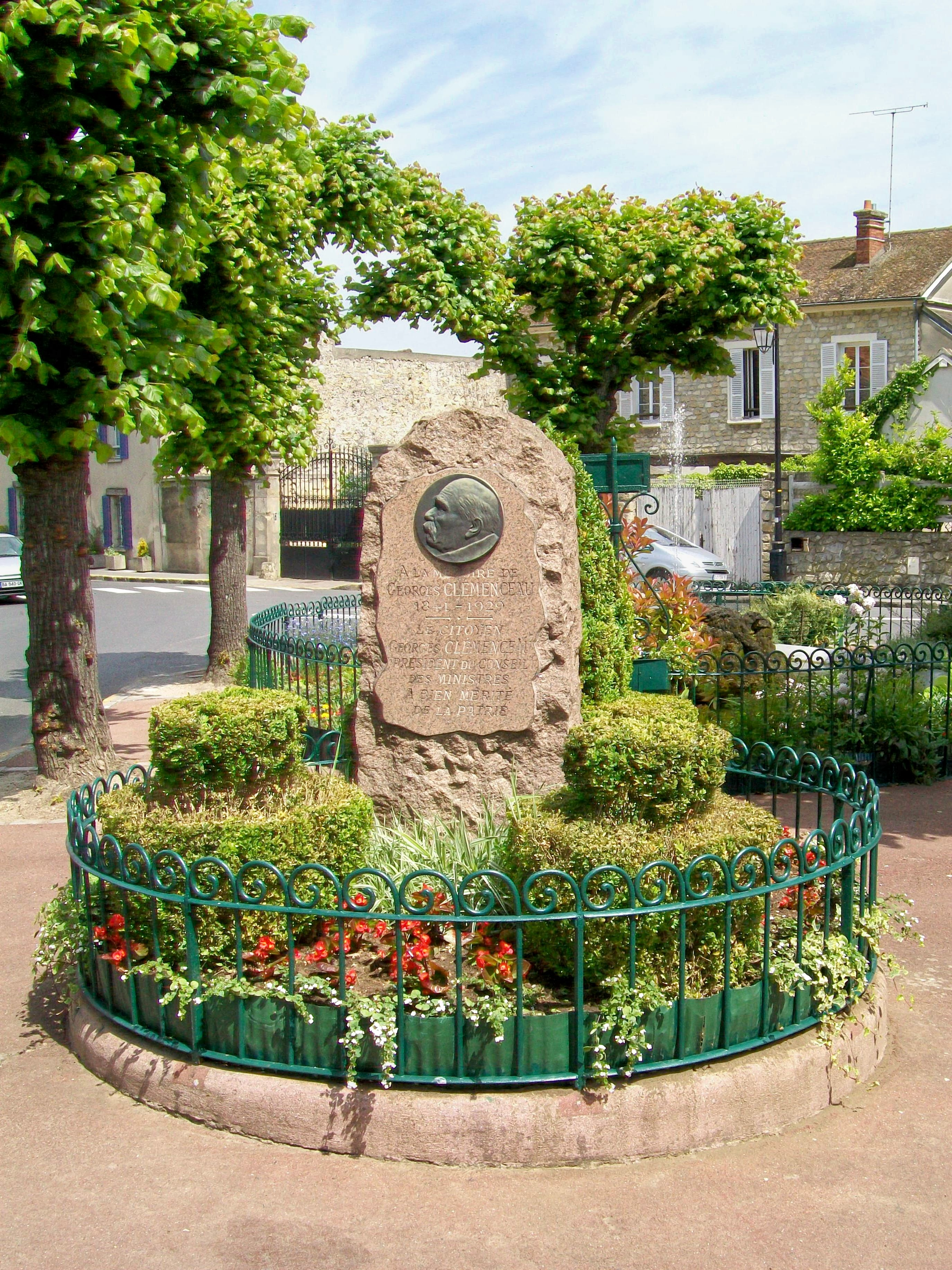
Le monument Georges Clemenceau sur le square Halbout, rue de Paris.
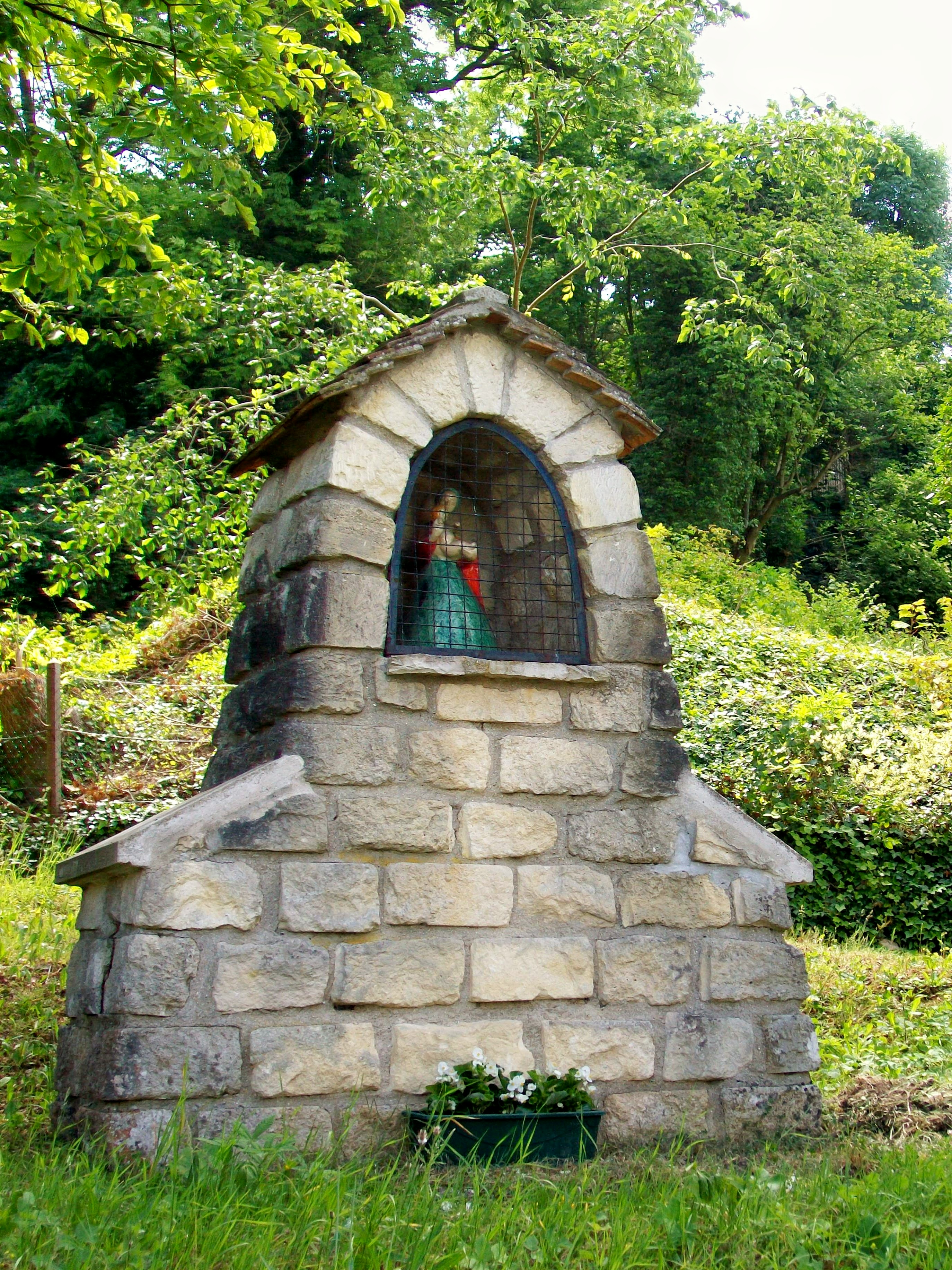
Le calvaire en haut de la rue de la Gare, montrant une Vierge à l'enfant.
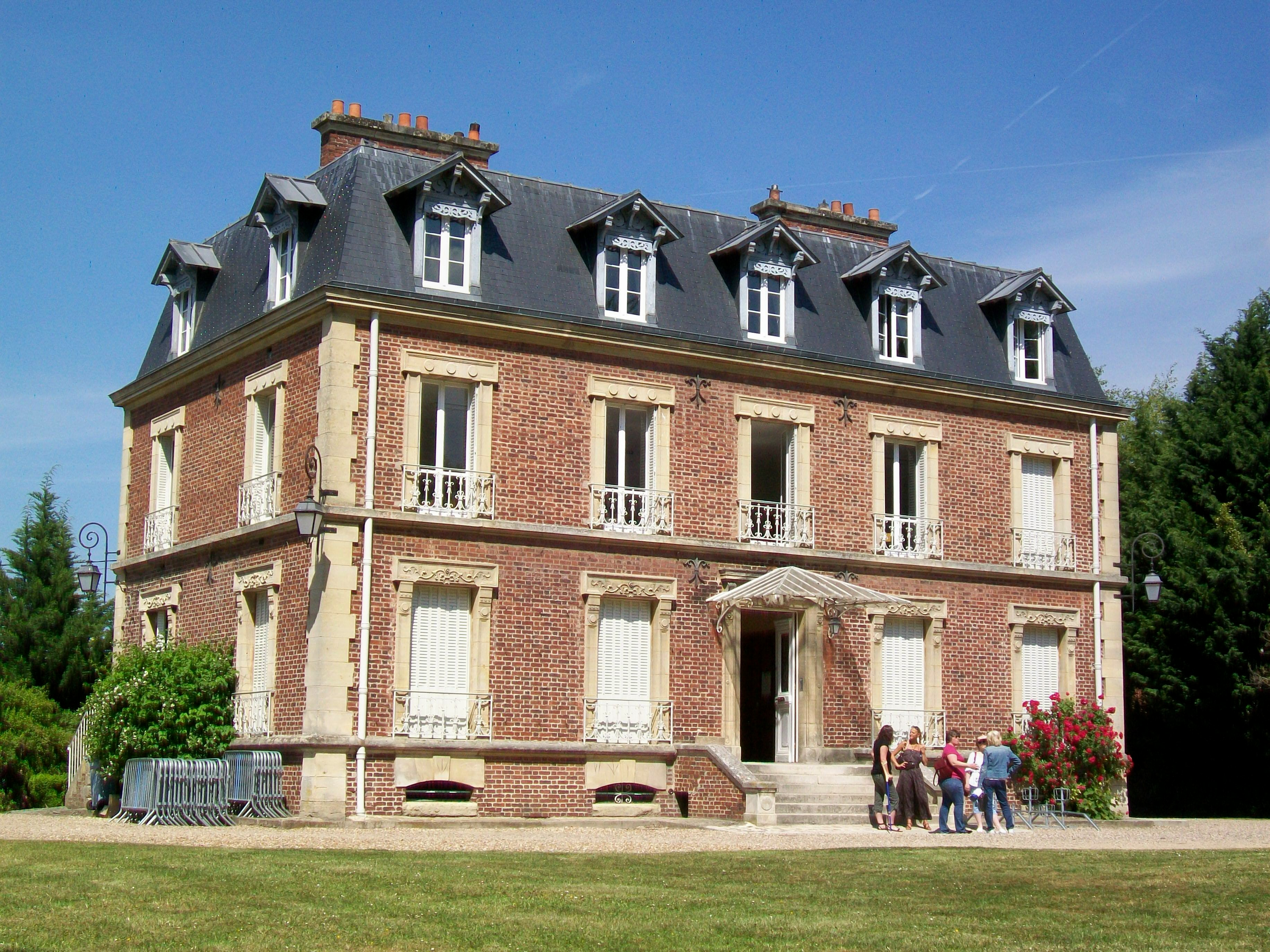
Le centre culturel municipal « le Hêtre Pourpre », rue Kleinpeter.
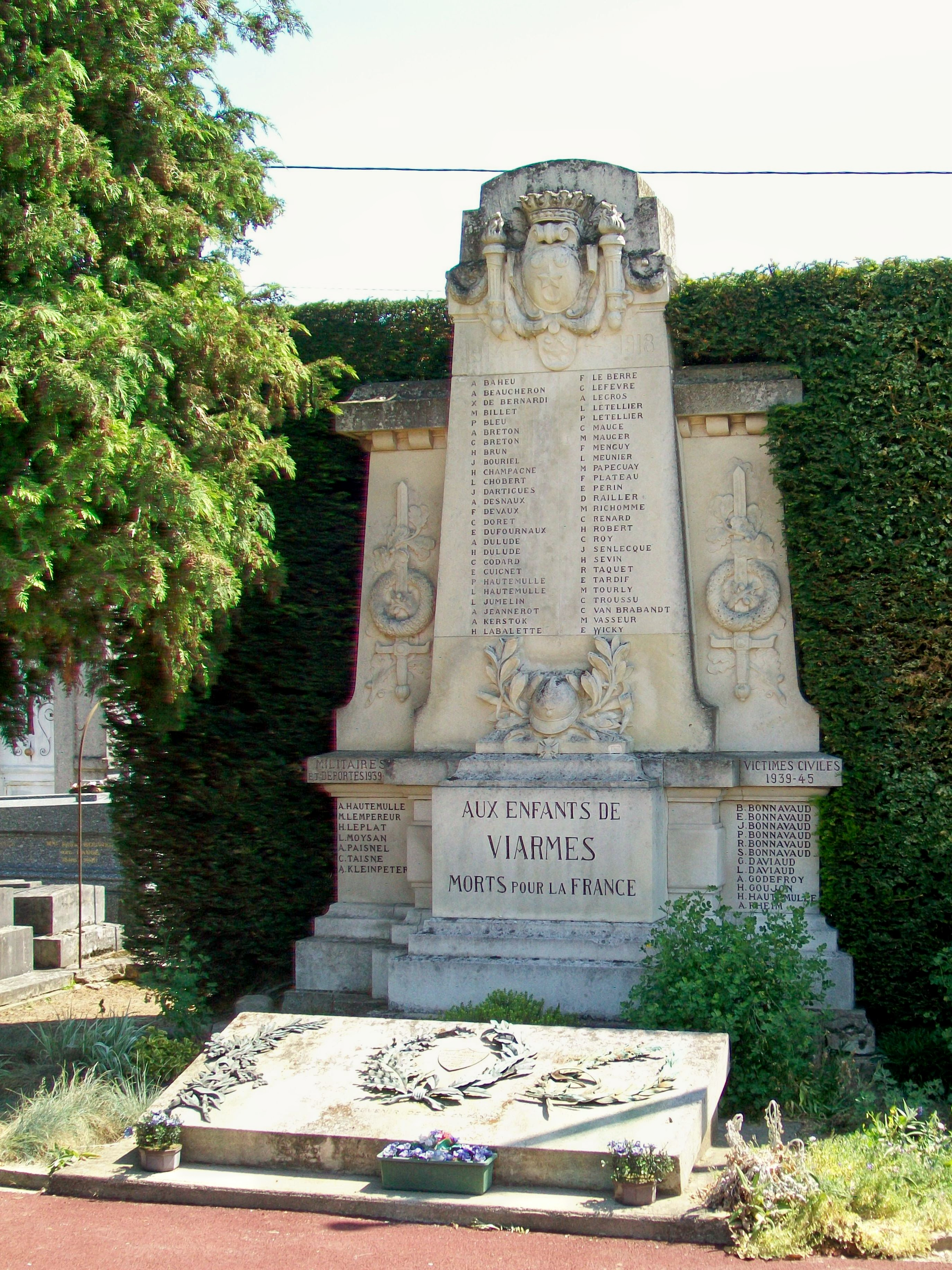
Le monument aux morts des deux Guerres mondiales, au cimetière ancien, avenue de Royaumont.

- La mare, rue de l'Étang

Provenant du parc du château disparu vers le milieu du XIXe siècle, la mare était ensuite le lieu de vie de nombreuses oies, faisant que l'on désignait jadis la ville comme Viarmes-les-Oies. La mare servait également de réservoir d'eau pour la lutte contre les incendies. Un petit jardin public a été aménagé à côté, et de deux côtés, la pièce d'eau est bordée d'allées ombragées.
- Le monument Georges Clemenceau, square Halbout, sur la rue de Paris

Bloc de granite rose avec un médaillon de bronze montrant son effigie de profil, et portant l'inscription suivante : « À la mémoire de Georges Clemenceau 1841 - 1929. Le citoyen Georges Clemenceau président du Conseil des ministres a bien mérité de la patrie ».
- Le calvaire en haut de la rue de la Gare

Petit sanctuaire en pierres de taille, dans laquelle une niche est pratiquée, abritant une statuette polychrome de la Vierge à l'Enfant.
- Le Hêtre Pourpre, rue Kleinpeter

Ancien hôtel particulier d'une famille bourgeoise, transformé en centre culturel par la Ville de Viarmes. Derrière la maison, se situe un vaste jardin avec des arbres centenaires et un petit étang.
- Le monument aux morts, au cimetière, avenue de Royaumont

Édifié initialement pour rendre hommage aux soldats tombés sur le champ d'honneur lors de la Première Guerre mondiale, il a été modifié ultérieurement pour commémorer également les déportés et victimes civiles de la Deuxième Guerre mondiale. La liste des noms des victimes est longue : cinquante-deux soldats pour la période 1914-1918, et dix-neuf personnes pour la période 1939-1945. Le monument est orné par les armes de Viarmes en haut, et par deux glaive verticalement disposés de droite et de gauche, associés à des couronnes de laurier et des feuilles de chêne.

### Personnalités liées à la commune
- Jean Barbault (1718-1762), peintre est né à Viarmes.
- Claude-Denis Mater (1780-1862), homme politique né à Viarmes, député du Cher de 1839 à 1848.
- Anna Langfus (1920-1966), écrivaine polonaise de langue française s'installe à Viarmes après avoir obtenu le prix Goncourt.
- Paul Daviaud (1910-2001), peintre français est né à Viarmes.
- Émile Gabriel Langlois Bérard de Favas (1840-1910), architecte, musicien et poète est décédé à Viarmes.
- Sully (1560-1641) a été seigneur de Viarmes[réf. nécessaire].
- Popeck (1935), a été élevé par des fermiers à Viarmes pendant la Seconde Guerre mondiale.

### Héraldique, devise et logotype
| Blason de Viarmes | Blason  | D'azur à l'étoile d'or accompagnée de trois croissants d'argent. Devise / Cri« in medio stat virtus » - « c'est au milieu que se trouve la vertu » (c'est-à-dire qu'avec du recul et des informations différentes, les choix, décisions, ou jugements seront les plus sages, donc les plus vertueuses). |
| Blason de Viarmes | Détails | Officiel |